# 프로젝트 Y
로스앨러모스 연구소는 Y 프로젝트로도 알려져 있으며, 맨해튼 계획에 의해 설립되고 캘리포니아 대학교의 감독을 받아 제2차 세계 대전 중 운영된 비밀 과학 연구소였다. 이곳은 미국 육군과 협력하여 운영되었다. 그 임무는 최초의 원자폭탄을 설계하고 제작하는 것이었다. J. 로버트 오펜하이머가 1943년부터 1945년 12월까지 초대 소장을 역임했고, 그 후 노리스 브래드버리가 뒤를 이었다. 과학자들이 보안을 유지하면서 자유롭게 연구에 대해 논의할 수 있도록, 연구소는 뉴멕시코주 북부의 고립된 파하리토 고원에 위치했다. 전시 연구소는 한때 로스앨러모스 랜치 스쿨의 일부였던 건물을 사용했다.
개발 노력은 초기에는 플루토늄을 사용하는 포신형 핵분열 무기인 신 맨에 집중되었다. 1944년 4월, 로스앨러모스 연구소는 원자로에서 생성된 플루토늄의 자발 핵분열률이 플루토늄-240의 존재로 인해 너무 높아 코어가 완전히 조립되기 전에 조기 폭발을 일으킬 핵 연쇄 반응을 초래할 것이라고 판단했다. 이에 오펜하이머는 연구소를 재편성하고 존 폰 노이만이 제안한 대안 설계인 내폭형 핵무기에 전면적이고 궁극적으로 성공적인 노력을 기울였으며, 이는 팻 맨으로 명명되었다. 포신형 설계의 변형인 리틀 보이는 우라늄-235를 사용하여 개발되었다.
로스앨러모스 연구소의 화학자들은 플루토늄과 우라늄을 정제하는 방법을 개발했는데, 플루토늄은 Y 프로젝트가 시작될 당시 미세한 양으로만 존재했던 금속이었다. 이곳의 야금학자들은 플루토늄이 예상치 못한 특성을 가지고 있음을 발견했지만, 그럼에도 불구하고 이를 금속 구체로 주조할 수 있었다. 연구소는 세계에서 세 번째로 가동된 원자로인 워터 보일러를 건설했다. 또한 핵분열 폭탄을 사용하여 중수소와 삼중수소에서 핵융합 반응을 유발하는 수소폭탄인 "슈퍼"에 대해서도 연구했다.
팻 맨 설계는 1945년 7월 트리니티 핵 실험에서 시험되었다. Y 프로젝트 인원들은 히로시마·나가사키 원자폭탄 투하를 위한 피트 승무원 및 조립 팀을 구성했으며, 무기 전문가 및 관찰자로 폭격에 참여했다. 전쟁이 끝난 후, 연구소는 비키니 환초에서 진행된 크로스로드 작전 핵 실험을 지원했다. 시험, 비축 및 폭탄 조립 활동을 통제하기 위해 새로운 Z 부서가 신설되었으며, 이 활동들은 샌디아 기지에 집중되었다. 로스앨러모스 연구소는 1947년에 로스앨러모스 과학 연구소가 되었다.

## 기원

### 핵분열과 원자폭탄
1932년 제임스 채드윅의 중성자 발견, 이어서 1938년 화학자 오토 한과 프리츠 슈트라스만에 의한 핵분열의 발견, 그리고 곧이어 물리학자 리제 마이트너와 오토 로베르트 프리슈에 의한 그 설명(및 명명)은 우라늄을 이용한 통제된 핵 연쇄 반응의 가능성을 열었다. 당시 미국에서는 원자폭탄이 실용적이라고 생각하는 과학자가 거의 없었지만, 독일 핵무기 계획이 원자 무기를 개발할 가능성에 대해 나치 독일과 다른 파시스트 국가 출신의 난민 과학자들이 우려했고, 이로 인해 프랭클린 D. 루스벨트 대통령에게 경고하는 아인슈타인-실라르드 편지가 작성되었다. 이는 1939년 말부터 미국에서 예비 연구를 촉발시켰다.

핵분열에서, 무거운 원소의 원자핵은 중성자가 포획될 때 두 개 이상의 가벼운 원소로 분열된다. 더 많은 중성자가 방출되면 핵 연쇄 반응이 가능해진다.

미국에서는 진척이 더뎠지만, 영국에서는 버밍엄 대학교의 독일 출신 물리학자 난민인 오토 프리슈와 루돌프 파이얼스가 원자폭탄 개발, 생산 및 사용과 관련된 이론적 문제들을 검토했다. 그들은 순수 우라늄-235 구에 어떤 일이 벌어질지 고려했고, 연쇄반응이 발생할 뿐만 아니라 수백 톤의 TNT 에너지를 방출하는 데 필요한 우라늄-235의 양이 1 킬로그램 (2.2 lb)만큼 적을 수도 있다는 것을 발견했다. 그들의 상사인 마크 올리펀트는 프리슈-파이얼스 비망록을 공중전 과학 조사 위원회(CSSAW) 위원장인 헨리 티자드 경에게 가져갔고, 티자드는 다시 CSSAW가 우라늄 연구 책임을 위임한 조지 패짓 톰슨에게 전달했다. CSSAW는 조사를 위해 모드 위원회를 설립했다. 1941년 7월 최종 보고서에서 모드 위원회는 원자폭탄이 가능할 뿐만 아니라 1943년 초에 생산될 수도 있다고 결론지었다. 이에 따라 영국 정부는 튜브 앨로이스라고 알려진 핵무기 프로젝트를 만들었다.
영국과는 달리 아직 제2차 세계 대전에 참전하지 않은 미국에서는 여전히 긴급성이 부족했기 때문에, 올리펀트는 1941년 8월 말 비행기를 타고 미국으로 건너가 캘리포니아 대학교에 있는 그의 친구 어니스트 로런스를 포함한 미국 과학자들과 대화했다. 그는 그들에게 원자폭탄이 실현 가능하다는 것을 확신시켰을 뿐만 아니라, 로렌스에게 그의 37-인치 (94 cm) 사이클로트론을 동위원소 분리를 위한 거대한 질량 분석기로 전환하도록 영감을 주었다. 이는 올리펀트가 1934년에 개척한 기술이었다. 이어서 로렌스는 그의 친구이자 동료인 로버트 오펜하이머를 불러 모드 위원회 보고서의 물리학적 내용을 재확인하도록 했으며, 이 보고서는 1941년 10월 21일 스키넥터디의 제너럴 일렉트릭 연구소에서 열린 회의에서 논의되었다.
1941년 12월, 과학 연구 개발국(OSRD)의 S-1 섹션은 아서 콤프턴에게 폭탄 생산 및 설계에 대한 과학 연구를 총괄하는 책임을 맡겼다. 그는 폭탄 설계와 임계 질량 및 무기 폭발 계산의 핵심인 고속 중성자 계산 작업을 "고속 파열 조정관"이라는 직함을 가진 그레고리 브라이트에게 위임하고, 오펜하이머를 조수로 임명했다. 그러나 브라이트는 야금 연구소에서 일하는 다른 과학자들, 특히 엔리코 페르미와 보안 조치에 대해 의견이 일치하지 않아 1942년 5월 18일 사임했다. 이에 콤프턴은 브라이트의 후임으로 오펜하이머를 임명했다. 야금 연구소의 물리학자 존 H. 맨리는 전국에 흩어져 있는 실험 물리학 그룹과 연락하고 조정하는 일을 오펜하이머를 돕도록 배정되었다. 오펜하이머와 일리노이 대학교의 로버트 서버는 중성자 확산 문제(핵 연쇄 반응에서 중성자가 어떻게 움직이는가)와 유체역학(연쇄 반응에 의해 생성된 폭발이 어떻게 행동하는가)을 조사했다.

### 폭탄 설계 개념

핵융합에서 가벼운 원소의 핵은 융합되어 더 무거운 원소를 생성한다.

이 연구와 핵분열 반응의 일반 이론을 검토하기 위해, 오펜하이머와 페르미는 6월에는 시카고 대학교에서, 7월에는 버클리의 캘리포니아 대학교에서 이론 물리학자 한스 베테, 존 반 블렉, 에드워드 텔러, 에밀 코노핀스키, 로버트 서버, 스탠 프랭클, 그리고 오펜하이머의 전 제자들인 엘드레드 C. 넬슨, 그리고 실험 물리학자인 에밀리오 지노 세그레, 펠릭스 블로흐, 프랑코 라세티, 존 맨리, 그리고 에드윈 맥밀런과 회의를 소집했다. 그들은 핵분열 폭탄이 이론적으로 가능하다는 것을 잠정적으로 확인했다.
여전히 미지의 요소들이 많았다. 순수 우라늄-235의 특성은 상대적으로 알려지지 않았고, 1941년 2월 글렌 T. 시보그와 그의 팀에 의해 최근에야 발견되었지만 이론적으로 핵분열성이 있는 플루토늄의 특성은 더욱 그러했다. 버클리 회의의 과학자들은 핵분열하는 우라늄-235 원자에서 중성자를 흡수하는 우라늄-238 원자로부터 원자로에서 플루토늄을 증식시키는 것을 구상했다. 이 시점에는 아직 원자로가 건설되지 않았고, 사이클로트론에 의해 생산된 미세한 양의 플루토늄만 사용할 수 있었다.
핵분열성 물질을 임계 질량으로 배열하는 방법은 여러 가지가 있었다. 가장 간단한 방법은 "원통형 플러그"를 "활성 물질" 구체에 "탬퍼"—중성자를 안쪽으로 집중시키고 반응하는 질량을 함께 유지하여 효율성을 높이는 밀집된 물질—와 함께 발사하는 것이었다. 그들은 또한 리처드 C. 톨먼이 제안한 "내폭"의 원시적 형태인 회전타원면을 포함하는 설계와, 폭탄이 폭발하면서 효율성을 높이는 자동 촉매 방법의 가능성도 탐구했다.
핵분열 폭탄에 대한 아이디어가 이론적으로 정립되었다고 간주한 버클리 회의는 더 많은 실험 데이터가 나올 때까지 다른 방향으로 전환했다. 에드워드 텔러는 더 강력한 폭탄인 "슈퍼"에 대한 논의를 추진했는데, 오늘날 일반적으로 "수소폭탄"으로 불리는 이 폭탄은 폭발하는 핵분열 폭탄의 폭발력을 사용하여 중수소와 삼중수소 사이에서 핵융합 반응을 점화할 것이었다. 텔러는 여러 계획을 제안했지만, 한스 베테는 각 계획을 거부했다. 핵융합 아이디어는 핵분열 폭탄 생산에 집중하기 위해 보류되었다. 텔러는 또한 원자폭탄이 질소 핵의 가상 핵융합 반응으로 인해 대기를 "점화"할 수 있다는 추측성 가능성을 제기했지만, 베테는 이것이 불가능하다고 계산했으며, 텔러와 공동 저술한 보고서에서는 "자체 전파되는 핵 연쇄 반응은 시작될 가능성이 낮다"고 밝혔다.

### 폭탄 연구소 개념
오펜하이머가 7월 회의를 능숙하게 다룬 점은 동료들에게 깊은 인상을 주었다. 그의 통찰력과 가장 어려운 사람들도 다루는 능력은 그를 잘 아는 사람들조차 놀라게 했다. 회의 후 오펜하이머는 물리학적 문제는 해결했지만, 원자폭탄 제작의 공학, 화학, 야금, 군수품 측면에서는 상당한 작업이 여전히 필요하다는 것을 깨달았다. 그는 폭탄 설계가 사람들이 문제에 대해 자유롭게 논의하고 낭비적인 중복 노력을 줄일 수 있는 환경을 필요로 한다고 확신했다. 그는 이러한 목표를 고립된 위치에 중앙 연구소를 설립함으로써 보안과 가장 잘 조화시킬 수 있다고 판단했다.
준장 레슬리 그로브스는 1942년 9월 23일 맨해튼 계획의 책임자가 되었다. 그는 로렌스의 캘루트론을 보기 위해 버클리를 방문했고, 오펜하이머를 만나 10월 8일 폭탄 설계에 대한 보고서를 받았다. 그로브스는 별도의 폭탄 설계 연구소를 설립하려는 오펜하이머의 제안에 관심을 가졌다. 10월 15일 시카고에서 다시 만났을 때, 그는 오펜하이머를 초대하여 이 문제에 대해 논의했다. 그로브스는 20세기 리미티드 열차를 타고 뉴욕으로 돌아가야 했기 때문에, 오펜하이머에게 동행하여 논의를 계속할 수 있도록 요청했다. 그로브스, 오펜하이머, 대령 제임스 C. 마셜, 그리고 중령 케네스 니콜스 모두 니콜스의 개인 침대칸에 몸을 구겨 넣고 폭탄 연구소를 어떻게 만들고 어떻게 운영할지에 대해 논의했다. 그로브스는 이후 오펜하이머를 워싱턴 D.C.로 오게 했고, 거기서 OSRD 국장인 버니바 부시와 국방연구위원회(NDRC) 위원장인 제임스 브라이언트 코넌트와 함께 이 문제를 논의했다. 10월 19일, 그로브스는 폭탄 연구소 설립을 승인했다.
오펜하이머는 프로젝트 Y로 알려진 새로운 연구소를 지휘할 논리적인 인물로 보였지만, 그는 행정 경험이 거의 없었다. 부시, 코넌트, 로렌스, 그리고 해럴드 유리는 모두 이에 대한 우려를 표명했다. 더욱이, 버클리 방사선 연구소의 로렌스, 시카고 야금 프로젝트의 콤프턴, 뉴욕 SAM 연구소의 유리와는 달리, 오펜하이머는 노벨상을 수상하지 못하여 저명한 과학자들을 다루는 데 필요한 명성이 부족할 수 있다는 우려를 불러일으켰다. 보안 문제도 있었다. 오펜하이머의 가장 가까운 지인들 중 다수는 그의 아내 키티를 포함하여 미국 공산당의 적극적인 당원이었다. 그의 여자친구 진 태틀록, 형 프랭크, 그리고 프랭크의 아내 재키도 마찬가지였다. 결국, 그로브스는 1943년 7월 20일 오펜하이머에게 보안 허가를 내주도록 직접 지시했다.

## 부지 선정

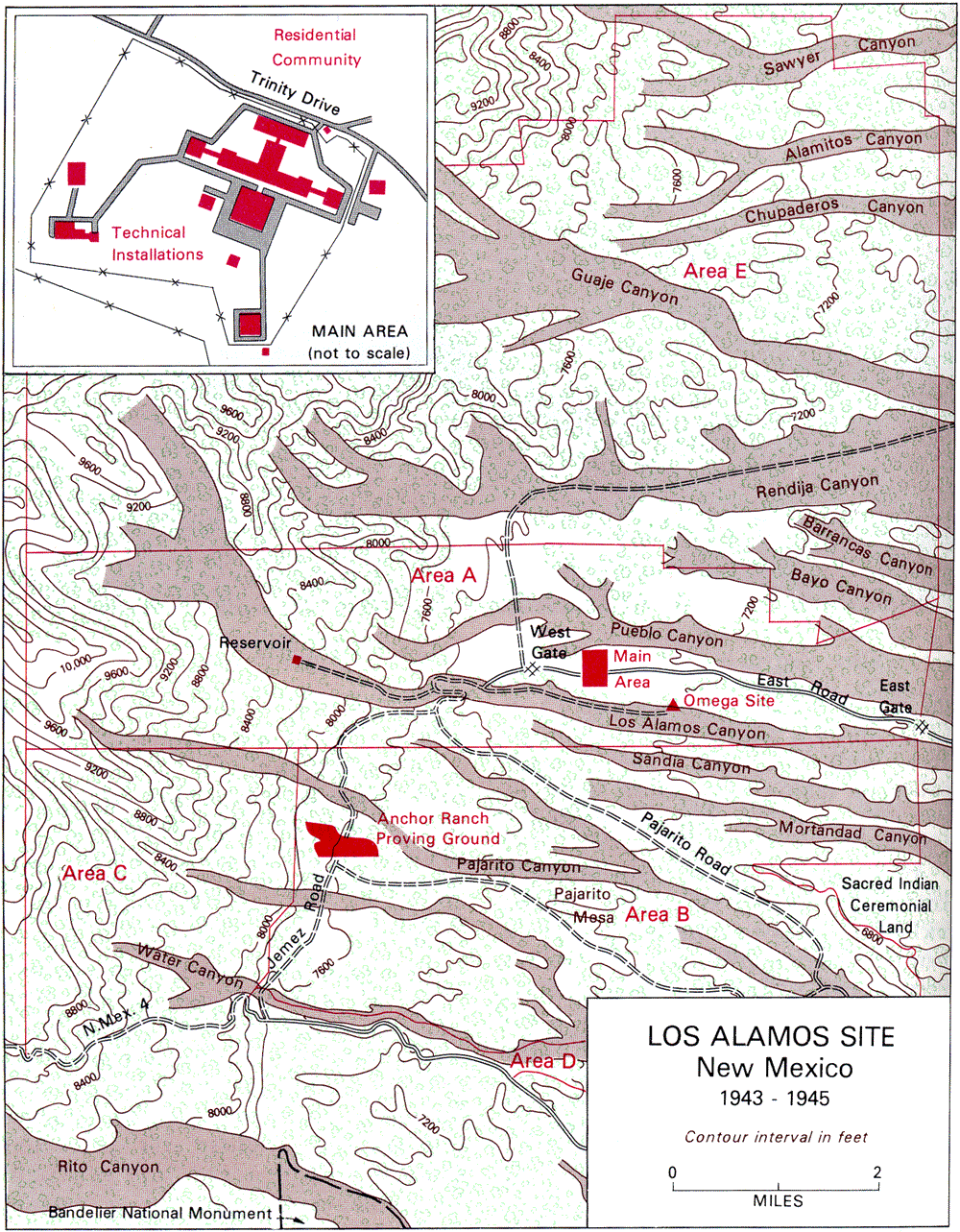
뉴멕시코주 로스앨러모스 부지 지도, 1943-45년

프로젝트 Y를 시카고의 야금 연구소나 테네시 오크리지의 클린턴 엔지니어 웍스에 위치시키는 방안이 고려되었지만, 결국 외딴 곳이 최선이라는 결론이 내려졌다. 로스앤젤레스 근처의 부지는 보안 문제로 거부되었고, 네바다 리노 근처의 부지는 접근성이 너무 좋지 않아 거부되었다. 오펜하이머의 추천에 따라, 오펜하이머가 상그레 데 크리스토 산맥에 목장을 소유하고 있던 앨버커키 인근으로 탐색 범위가 좁혀졌다. 기후는 온화했고, 앨버커키와의 항공 및 철도 연결이 있었으며, 미국 서해안에서 충분히 떨어져 있어 일본의 공격 문제가 없었고, 인구 밀도가 낮았다.
1942년 10월, 맨해튼 지구(맨해튼 계획의 군사 부문)의 존 H. 더들리 소령은 갤럽, 라스베이거스, 라 벤타나, 헤메즈 스프링스, 오토위 주변 지역을 조사했으며, 헤메즈 스프링스 근처를 추천했다. 11월 16일, 오펜하이머, 그로브스, 더들리 외 여러 명이 그 지역을 둘러보았다. 오펜하이머는 그 지역을 둘러싼 높은 절벽이 사람들에게 폐쇄공포증을 느끼게 할까 봐 우려했고, 엔지니어들은 홍수 가능성에 대해 걱정했다. 일행은 그 다음 로스앨러모스 랜치 스쿨 근처의 오토위 지역으로 이동했다. 오펜하이머는 그 지역의 자연미와 상그레 데 크리스토 산맥의 전망에 깊은 인상을 받고 강한 선호를 표명했는데, 이는 프로젝트에 참여할 사람들에게 영감을 주기를 바랐기 때문이었다. 엔지니어들은 열악한 접근 도로와 물 공급이 충분할지에 대해 우려했지만, 그 외에는 이상적인 장소라고 느꼈다.
미국 육군차관 로버트 P. 패터슨은 1942년 11월 25일 부지 인수를 승인하며, 54,000 에이커 (22,000 ha)에 달하는 부지 매입에 44만 달러를 승인했다. 이 중 8,900 에이커 (3,600 ha)를 제외한 나머지 토지는 이미 연방 정부 소유였다. 미국 농무부 장관 클로드 R. 위카드는 미국 산림청 소유의 약 45,100 에이커 (18,300 ha)에 달하는 토지를 전쟁부에 "군사적 필요가 지속되는 동안" 사용하도록 허가했다. 새로운 도로와 나중에 25-마일 (40 km) 길이의 전력선에 대한 통행권에 필요한 토지로 인해 최종적으로 전시 토지 구매액은 45,737 에이커 (18,509.1 ha)에 달했지만, 실제 지출은 41만 4,971달러에 불과했다. 가장 큰 지출 항목은 35만 달러가 소요된 학교와 2만 5천 달러가 소요된 앵커 랜치였다. 둘 다 정부와의 협상을 위해 변호사를 고용했지만, 히스패닉계 자영농들은 에이커당 7달러(1943년 기준 $2022년 기준 $105에 해당)밖에 받지 못했다. 방목 허가는 철회되었고, 사유지는 제2차 전쟁권한법의 권한을 사용하여 수용권을 통해 구매되거나 수용되었다. 수용 청원서에는 모든 광물, 수자원, 목재 및 기타 권리가 포함되도록 명시되어, 사유 개인이 해당 지역에 들어올 어떠한 이유도 없도록 했다. 이 부지는 반델리어 국립기념물과 아메리카 원주민의 신성한 매장지와 접하면서 불규칙한 모양이 되었다.

## 건설
부지 인수에서 중요한 고려 사항은 로스앨러모스 랜치 스쿨의 존재였다. 이 학교는 54개의 건물로 구성되었으며, 그 중 27개는 주택, 기숙사 또는 기타 숙소로 46,626 제곱피트 (4,331.7 m2)의 숙박 시설을 제공했다. 나머지 건물에는 제재소, 빙실, 헛간, 목공 작업장, 마구간 및 차고 등이 포함되어 총 29,560 제곱피트 (2,746 m2)에 달했다. 인근 앵커 랜치에는 주택 4채와 헛간 1채가 있었다. 건설 작업은 1944년 3월 15일까지 미국 육군 공병대 알버커키 공병 지구의 감독을 받았으며, 그 이후 맨해튼 공병 지구가 책임을 인계받았다. 산타페의 윌라드 크루거와 동료들이 건축가 및 엔지니어로서 참여했다. 블랙 & 비치는 1945년 12월에 유틸리티 설계를 위해 투입되었다. 전자는 74만 3,706.68달러, 후자는 1946년 말 맨해튼 프로젝트가 종료될 때까지 16만 4,116달러를 받았다. 알버커키 지구는 로스앨러모스에서 930만 달러의 건설을 감독했으며, 맨해튼 지구는 추가로 3,040만 달러를 감독했다. 초기 작업은 투손의 M. M. Sundt Company와 계약을 맺고 1942년 12월에 시작되었다. 그로브스는 처음에 오펜하이머의 예상액의 세 배인 30만 달러를 건설에 할당했으며, 완공 예정일은 1943년 3월 15일이었다. 그러나 프로젝트 Y의 범위가 예상보다 훨씬 크다는 것이 곧 분명해졌고, Sundt가 1943년 11월 30일에 작업을 마칠 때까지 7백만 달러 이상이 지출되었다. 지아 컴퍼니는 1946년 4월에 유지보수 책임을 인계받았다.

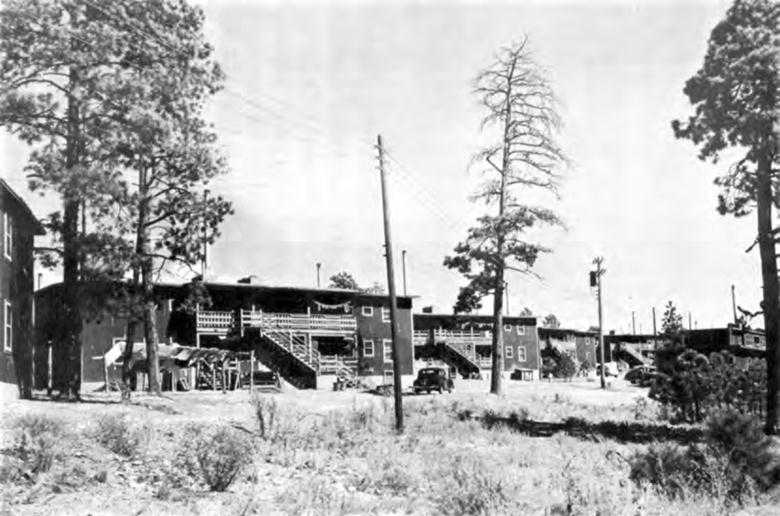
로스앨러모스의 4가구 아파트 단지

오펜하이머는 처음에 50명의 과학자와 50명의 기술자로 작업이 가능할 것으로 추정했다. 그로브스는 이 숫자를 300명으로 늘렸다. 실제 인구는 가족 구성원을 포함하여 1943년 말에는 약 3,500명, 1944년 말에는 5,700명, 1945년 말에는 8,200명, 1946년 말에는 10,000명에 달했다. 처음에는 모든 주민이 노동자였는데, 주택이 공급되는 유일한 대상이었기 때문이었다. 그러나 시간이 지남에 따라 더 많은 주택이 이용 가능해지면서 부양 가족의 수가 증가했다. 이러한 추세는 전쟁이 끝나고 군인이 가족을 가진 민간인으로 대체되면서 가속화되었다. 작업의 고도의 기밀성 때문에, 로스앨러모스 인구 조사는 1946년 4월까지 실시되지 않았다. 전쟁 중 로스앨러모스에서 태어난 아기들의 출생증명서에는 출생지가 산타페의 PO Box 1663으로 기재되어 있었다. 모든 편지와 소포는 그 주소를 통해 오고 갔다.
가장 바람직한 숙소는 이전에 교장과 로스앨러모스 랜치 스쿨 교직원이 거주했던 6개의 통나무 및 석조 오두막이었다. 이들은 로스앨러모스에서 욕조가 있는 유일한 주택이었으며, "욕조 줄"로 알려지게 되었다. 오펜하이머는 욕조 줄에 살았으며, 옆집 이웃은 대위 W. S. "디크" 파슨스로, 병기 및 공학 부서의 책임자였다. 파슨스의 집은 파슨스에게 자녀가 둘 있었고 오펜하이머는 당시 한 명뿐이었기 때문에 약간 더 컸다.
욕조 줄 다음으로 가장 바람직한 숙소는 선트(Sundt)가 건설한 아파트였다. 전형적인 2층 건물에는 4가구가 살았다. 각 선트 아파트에는 침실 2개 또는 3개, 시끄러운 검은색 석탄 스토브가 있는 부엌, 그리고 작은 욕실이 있었다. J. E. Morgan and Sons는 "모건빌"로 알려진 56개의 조립식 주택을 공급했다. Robert E. McKee Company는 "매키빌"로 알려진 마을의 일부를 건설했다. 1943년 6월부터 10월까지, 그리고 다시 1944년 6월과 7월에는 인원 수가 이용 가능한 숙소보다 많아 인원들은 일시적으로 프리홀레스 협곡에 머물렀다. 오크리지의 클린턴 엔지니어 웍스와 워싱턴주의 핸퍼드 엔지니어 웍스의 주택은 기본적인 수준이었지만 로스앨러모스 주택(그로브스 지정)보다 높은 수준(니콜스 지정)이었다. 그러나 니콜스는 로스앨러모스 과학자들에게 주택 문제는 자신의 문제가 아니라 그로브스의 문제라고 말했다.
임대료는 거주자의 수입에 따라 책정되었다. 로스앨러모스를 방문하는 일시적인 방문객은 이전에 로스앨러모스 랜치 스쿨의 일부였던 풀러 로지, 게스트 코티지 또는 빅 하우스에 숙박했다. 1943년에는 초등학교와 고등학교를 모두 운영하는 학교가 설립되었으며, 140명의 어린이가 등록했다. 1946년에는 350명으로 늘었다. 교육은 무료였으며, 맞벌이 어머니를 위한 보육원도 무료였다. 초등학교 교사 18명, 고등학교 교사 13명, 그리고 교장 1명으로 구성되어 교사 대 학생 비율이 매우 좋았다. 수많은 기술 건물이 건설되었다. 대부분은 석고 보드를 사용하는 반영구적인 유형이었다. 이 건물들은 중앙 난방 시스템에서 난방을 공급받았다. 처음에는 석탄 연소 보일러 2개가 있는 보일러 하우스 1호였다. 이것은 기름 연소 보일러 6개가 있는 보일러 하우스 2호로 대체되었다. 로스앨러모스 본관 외에도 약 25개의 외곽 지역이 실험 작업용으로 개발되었다.

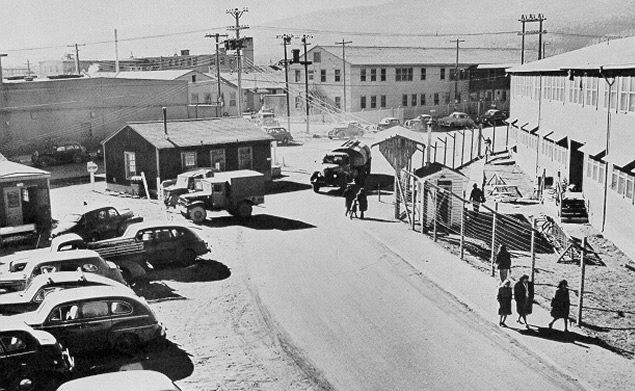
로스앨러모스의 기술 구역. 전체 부지 주변에 경계 울타리가 있었지만, 기술 구역 주변에도 안쪽 울타리가 있었다.

도시의 성장은 하수 시스템을 앞질렀고, 1945년 말에는 전력 부족이 발생했다. 낮에는 불을 꺼야 했고, 오후 7시에서 10시 사이에도 마찬가지였다. 물도 부족했다. 1945년 가을에는 하루에 585,000 미국 갤런 (2,210,000 L)의 물을 소비했지만, 물 공급량은 475,000 미국 갤런 (1,800,000 L)에 불과했다. 12월 19일, 시간을 절약하기 위해 1943년에 땅 위에 설치된 파이프가 얼어붙어 물 공급이 완전히 중단되었다. 주민들은 하루에 300,000 미국 갤런 (1,100,000 L)의 물을 운반하는 15대의 유조 트럭에서 물을 길어와야 했다. 이름이 비밀이었기 때문에 로스앨러모스는 "사이트 Y"라고 불렸고, 주민들에게는 "언덕(The Hill)"으로 알려졌다. 연방 토지에 살았기 때문에 뉴멕시코주는 로스앨러모스 주민들에게 투표권을 허용하지 않았지만, 주 소득세를 내도록 요구했다. 로스앨러모스 주민들이 1949년 6월 10일 뉴멕시코주 시민이 되기까지는 길고 지루한 일련의 법적 및 입법적 싸움이 기다리고 있었다.
원래 로스앨러모스는 오펜하이머와 다른 연구원들이 군에 임관하여 군사 연구소가 될 예정이었다. 오펜하이머는 심지어 자신에게 중령 제복을 주문하기까지 했지만, 두 명의 주요 물리학자 로버트 바처와 이지도어 아이작 라비는 이 아이디어에 반대했다. 코넌트, 그로브스, 그리고 오펜하이머는 연구소를 캘리포니아 대학교가 운영하는 타협안을 고안했다. 재정 및 조달 활동은 1943년 1월 1일 OSRD의 의향서에 따라 캘리포니아 대학교의 책임이었다. 이것은 1943년 4월 20일 맨해튼 지구와의 공식 계약으로 대체되었으며, 이는 1월 1일로 소급 적용되었다. 재정 운영은 1943년부터 1946년까지 UC의 상주 사업 담당관 J. A. Duane Muncy가 총괄했다. 의도는 폭탄을 최종 조립할 때 군사화하는 것이었지만, 이 시점에는 로스앨러모스 연구소가 너무 커져서 이는 비실용적이고 불필요하다고 간주되었다. 위험한 작업에 민간인이 참여하는 것과 관련된 예상되는 어려움이 발생하지 않았기 때문이다.

## 조직

### 군대
존 M. 하먼 대령은 로스앨러모스의 첫 주둔지 사령관이었다. 그는 1943년 1월 19일 산타페 사무소에 중령으로 합류했으며, 2월 15일 대령으로 진급했다. 로스앨러모스는 1943년 4월 1일 공식적으로 군사 시설이 되었고, 그는 4월 19일 로스앨러모스로 이전했다. 1943년 5월에는 로스앨러모스 랜치 스쿨 졸업생인 C. 휘트니 애쉬브리지 중령이 그의 뒤를 이었다. 다시 애쉬브리지는 1944년 10월에 제럴드 R. 타일러 중령으로, 1945년 11월에는 라일 E. 시맨 대령으로, 1946년 9월에는 허브 C. 지 대령으로 교체되었다. 주둔지 사령관은 그로브스에게 직접 보고했으며, 도시, 정부 재산 및 군인들을 책임졌다.

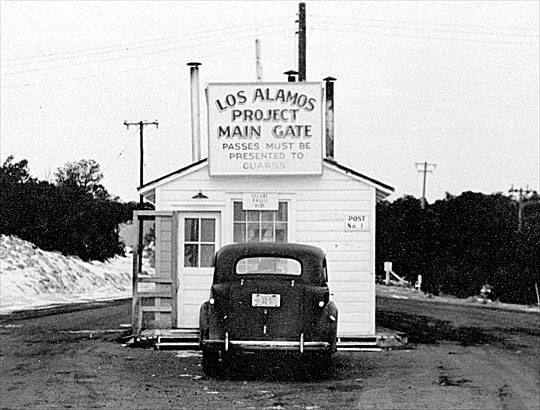
로스앨러모스 정문

4개의 군 부대가 주둔지에 배치되었다. 제4817 서비스 사령부 소속 MP 분견대는 1943년 4월 포트 라일리에서 도착했다. 초기 병력은 장교 7명과 사병 196명이었으며, 1946년 12월에는 장교 9명과 사병 486명으로 늘어나 44개의 경비 초소를 24시간 운영했다. 제4817 서비스 사령부 소속 임시 공병 분견대(PED)는 1943년 4월 10일 캠프 클라이본에서 창설되었다. 이 병사들은 보일러 공장, 차량 정비소, 식당 등 주둔지 내에서 여러 작업을 수행했다. 또한 건물과 도로를 유지보수했다. 최대 병력은 465명에 달했으며, 1946년 7월 1일 해산되었다.
제1 임시 여성 육군 보조 군단 (WAAC) 분견대는 1943년 4월 17일 포트 실에서 창설되었다. 초기 병력은 장교 1명과 보조원 7명에 불과했다. WAAC는 1943년 8월 24일 미국 육군 여성 군단 (WAC)이 되었고, 이 분견대는 4817 서비스 사령부 소속이 되어 장교 2명과 여성 사병 43명으로 구성되었다. 이들은 애쉬브리지에 의해 미국 육군에 입대 선서했다. 1945년 8월에는 약 260명의 여군으로 최대 병력을 기록했다. WAC는 PED보다 더 다양한 작업을 수행했다. 일부는 요리사, 운전사, 전화 교환원이었고, 다른 일부는 사서, 서기, 병원 기술자로 근무했다. 일부는 기술 구역 내에서 고도로 전문화된 과학 연구를 수행했다.
특수 공병 분견대(SED)는 1943년 10월 제9812 기술 서비스 부대의 일부로 창설되었다. 기술 기술이나 고급 교육을 받은 남성들로 구성되었으며, 대부분 해체된 육군 전문 훈련 프로그램에서 차출되었다. 전쟁부 정책은 22세 미만 남성에게 징병 유예를 허용하지 않았기 때문에 이들은 SED에 배정되었다. 1945년 8월에는 1,823명으로 최대 병력을 기록했다. SED 인원은 로스앨러모스 연구소의 모든 분야에서 근무했다.

### 민간인

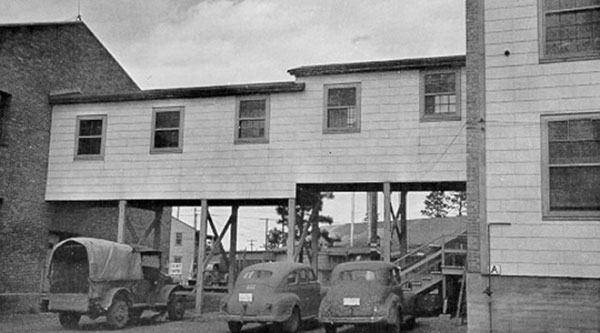
기술 구역 A동과 B동 사이 통로

로스앨러모스 연구소의 소장으로서 오펜하이머는 더 이상 콤프턴에게 책임을 지지 않고, 그로브스에게 직접 보고했다. 그는 프로젝트 Y의 기술 및 과학적 측면을 책임졌다. 그는 중성자 계산을 위해 자신과 함께 일했던 그룹들로부터 핵심 인력을 모았다. 여기에는 그의 비서 프리실라 그린, 그의 그룹의 서버와 맥밀런, 캘리포니아 대학교의 에밀리오 세그레와 조셉 W. 케네디 그룹, 미네소타 대학교의 존 해리 윌리엄스 그룹, 위스콘신 대학교의 조 맥키븐 그룹, 스탠퍼드 대학교의 펠릭스 블로흐 그룹, 그리고 퍼듀 대학교의 마셜 홀로웨이 그룹이 포함되었다. 그는 또한 MIT의 방사선 연구소의 한스 베테와 로버트 바처, 에드워드 텔러, 로버트 F. 크리스티, 다롤 K. 프로만, 앨빈 C. 그레이브스, 그리고 맨해튼 프로젝트의 야금 연구소의 존 H. 맨리와 그의 그룹, 그리고 로버트 R. 윌슨과 그의 그룹(여기에는 리처드 파인만이 포함되어 있었고, 프린스턴 대학교에서 맨해튼 프로젝트 연구를 수행하고 있었다)의 서비스도 확보했다. 그들은 많은 귀중한 과학 장비를 가져왔다. 윌슨의 그룹은 하버드 대학교의 사이클로트론을 해체하여 로스앨러모스로 운송했고, 맥키븐의 그룹은 위스콘신에서 두 대의 밴더그래프 발전기를 가져왔으며, 맨리의 그룹은 일리노이 대학교에서 콕크로프트-월튼 가속기를 가져왔다.
외부와의 통신은 1943년 4월까지 단일 산림청 회선을 통해 이루어졌고, 이후 5개의 육군 전화 회선으로 대체되었다. 이는 1945년 3월에 8개로 늘어났다. 또한 암호화 기기가 장착된 전신타자기 3대가 있었다. 첫 번째는 1943년 3월에 설치되었고, 두 대는 1943년 5월에 추가되었다. 한 대는 1945년 11월에 제거되었다. 사무실에는 전화가 있었지만, 개인 주택에는 없었다. 육군은 이를 보안 위험으로 간주했기 때문이다. 비상시에는 시내에 일부 공중전화가 있었다. 회선 도청을 막을 방법이 없었기 때문에, 기밀정보는 전화 회선으로 논의할 수 없었다. 처음에는 업무 시간 동안만 전화 회선이 작동했지만, 충분한 WAC 인원이 도착하여 교환원을 24시간 배치할 수 있게 되면서 상황이 바뀌었다.

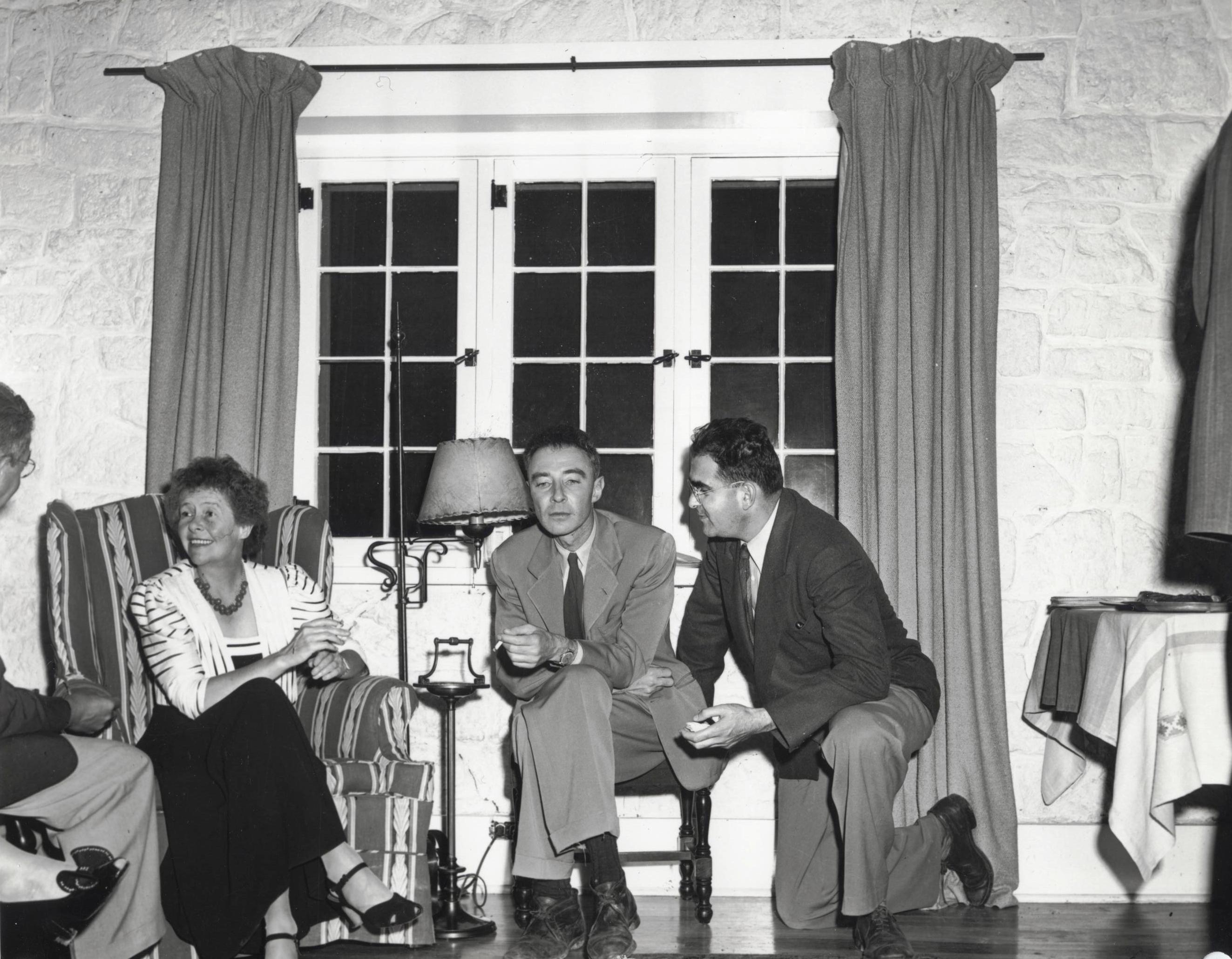
1944년 로스앨러모스 오펜하이머의 집에서 이지도어 아이작 라비, 도로시 맥키빈, 로버트 오펜하이머, 빅토어 바이스코프

로스앨러모스의 여성들은 노동력 부족과 현지 노동자를 데려오는 것에 대한 보안 우려 때문에 일하도록 장려되었다. 1943년 9월까지 약 60명의 과학자 아내가 기술 구역에서 일하고 있었다. 1944년 10월에는 연구소, 병원, 학교의 670명 노동자 중 약 200명이 여성이었다. 대부분은 행정 업무를 담당했지만, 릴리 호니히, 제인 해밀턴 홀, 그리고 페기 티터튼과 같은 많은 여성들은 과학자와 기술자로 일했다. 샬럿 서버는 A-5 (도서관) 그룹을 이끌었다. 많은 여성들이 T-5 (계산) 그룹에서 수치 계산 작업을 수행했다. 도로시 맥키빈은 1943년 3월 27일 이스트 팰리스 애비뉴 109번지에 문을 연 산타페 사무소를 운영했다. 로스앨러모스 비밀 기지의 새로운 직원들은 미리 현장 지시나 보안 자격 증명을 받지 못했다. 그들은 산타페 사무소로 보고하라는 지시를 받았으며, 맥키빈이 그들에게 필요한 것을 제공하여 로스앨러모스의 문지기 역할을 했다.
로스앨러모스 연구소에는 이사회(governing board)가 있었으며, 그 구성원으로는 오펜하이머, 바처, 베테, 케네디, D. L. 휴즈(인사 담당 이사), D. P. 미첼(조달 담당 이사), 그리고 디크 파슨스가 있었다. 맥밀런, 조지 키스티아코프스키 및 케네스 베인브리지는 나중에 추가되었다. 연구소는 행정(A), 베테 휘하의 이론(T), 바처 휘하의 실험 물리학(P), 케네디 휘하의 화학 및 야금(CM), 파슨스 휘하의 병기 및 공학(E)의 다섯 개 부서로 조직되었다. 모든 부서는 1943년과 1944년에 확장되었지만, T 부서는 규모가 세 배로 늘었음에도 불구하고 가장 작은 부서로 남았고, E 부서는 가장 큰 부서로 성장했다. 보안 허가가 문제였다. 과학자들(처음에는 오펜하이머 포함)은 적절한 허가 없이 기술 구역에 접근해야 했다. 효율성을 위해 그로브스는 오펜하이머가 고위 과학자들을 보증하고, 세 명의 다른 직원이 주니어 과학자나 기술자를 보증하는 간소화된 절차를 승인했다.
로스앨러모스 연구소는 제임스 채드윅이 이끄는 영국 임무단에 의해 강화되었다. 가장 먼저 도착한 사람은 오토 프리슈와 어니스트 티터턴이었다. 나중에 도착한 사람들은 닐스 보어와 그의 아들 오게 닐스 보어, 그리고 레일리-테일러 불안정에 대한 이해에 크게 기여한 유체역학 전문가인 G. I. 테일러 경이었다. 서로 다른 밀도의 두 유체 사이의 계면에서 발생하는 이 불안정은 가벼운 유체가 더 무거운 유체를 밀어낼 때 발생하며, 폭발 실험 해석, 폭발 효과 예측, 중성자 기폭 장치 설계, 그리고 원자폭탄 자체의 설계에 매우 중요했다. 채드윅은 몇 달만 머물렀고, 그 후 루돌프 파이얼스가 영국 임무단의 수장으로 그를 이었다. 그로브스가 선호했던 원래 아이디어는 영국 과학자들이 채드윅 휘하에서 그룹으로 일하고, 채드윅이 그들에게 업무를 분배하는 것이었다. 그러나 곧 영국 임무단을 연구소에 완전히 통합하는 방식으로 바뀌었다. 그들은 대부분의 부서에서 일했지만, 플루토늄 화학 및 야금 부서에서는 제외되었다. 1946년 원자력법인 맥마흔 법이 통과되면서 모든 영국 정부 직원들은 떠나야 했다. 1946년 말까지 모두 떠났으며, 특별 허가를 받은 티터턴만 1947년 4월 12일까지 남아 있었다. 영국 임무단은 그가 떠나면서 종료되었다.

## 포신형 무기 설계

### 연구
1943년, 개발 노력은 플루토늄을 사용하는 포신형 핵분열 무기인 신 맨에 집중되었다. 세 가지 원자폭탄 설계의 이름(팻 맨, 신 맨, 리틀 보이)은 모두 서버가 모양을 보고 선택했다. 신 맨은 긴 장치였으며, 이름은 대실 해밋의 그림자 없는 남자 탐정 소설 및 영화 시리즈에서 따왔다. 팻 맨은 둥글고 뚱뚱했으며, 말타의 매 (1941년 영화)에서 시드니 그린스트리트의 "캐스퍼 구트만" 캐릭터의 이름을 따왔다. 리틀 보이는 마지막으로 나왔으며, 같은 영화에서 험프리 보가트가 언급한 엘리샤 쿡 주니어의 캐릭터 이름을 따왔다.
1943년 4월과 5월에 걸쳐 일련의 회의가 열려 그해 남은 기간 동안 연구소의 계획이 수립되었다. 오펜하이머는 스탠 프랭클과 E. C. 넬슨이 버클리에서 도출한 확산 이론에 기반한 공식으로 우라늄-235 장치의 임계 질량을 추정했다. 이 공식은 완벽한 탬퍼를 가진 우라늄-235 장치에 대해 25 kg의 값을 제시했지만, 이는 근사치에 불과했다. 이는 모든 중성자가 같은 속도를 가지고, 모든 충돌이 탄성이며, 등방성으로 산란되고, 코어와 탬퍼에서 중성자의 평균 자유 거리가 같다는 단순화된 가정에 기반한 것이었다. 베테의 T 부서, 특히 서버의 T-2 (확산 이론) 그룹과 파인만의 T-4 (확산 문제) 그룹은 다음 몇 달 동안 개선된 모델을 개발하는 데 주력했다. 베테와 파인만은 또한 반응의 효율성을 위한 공식을 개발했다.
어떤 공식도 입력된 값보다 정확할 수는 없었다. 단면적 값은 불확실했고, 플루토늄에 대해서는 아직 결정되지 않았다. 이러한 값의 측정은 우선 순위가 되었지만, 연구소는 우라늄-235 1그램과 플루토늄 몇 마이크로그램만 보유하고 있었다. 이 작업은 바처의 P 부서에 할당되었다. 윌리엄스의 P-2 (정전 발전기) 그룹은 1943년 7월 첫 실험을 수행했는데, 두 대의 밴더그래프 발전기 중 더 큰 것을 사용하여 우라늄-235에 대한 플루토늄의 핵분열당 중성자 비율을 측정했다. 여기에는 야금 연구소와의 협상이 필요하여 165 μg의 플루토늄을 얻었고, 이는 1943년 7월 10일 로스앨러모스에 도착했다. 바처는 플루토늄-239의 핵분열당 중성자 수가 2.64 ± 0.2로, 우라늄-235보다 약 1.2배 많다고 보고할 수 있었다. 윌슨의 P-1 (사이클로트론) 그룹의 티터턴과 보이스 맥대니얼은 우라늄-235 핵이 핵분열할 때 즉발 중성자가 방출되는 데 걸리는 시간을 측정하려고 시도했다. 그들은 대부분이 1 나노초 이내에 방출된다고 계산했다. 후속 실험에서는 핵분열도 1나노초 이내에 일어난다는 것을 입증했다. 핵분열당 방출되는 중성자 수가 고속 및 저속 중성자 모두에 대해 동일하다는 이론가들의 주장을 확인하는 데는 더 오랜 시간이 걸렸으며, 1944년 가을이 되어서야 완료되었다.
존 폰 노이만은 1943년 9월 로스앨러모스 연구소를 방문하여 원자폭탄이 미칠 피해에 대한 논의에 참여했다. 그는 작은 폭발로 인한 피해는 충격량(폭발의 평균 압력에 지속 시간을 곱한 값)에 비례하지만, 원자폭탄과 같은 대규모 폭발로 인한 피해는 최고 압력에 의해 결정되며, 이는 에너지의 세제곱근에 비례한다고 설명했다. 이에 베테는 10 TNT 킬로톤 (42 TJ) 폭발 시 3.5 킬로미터 (2.2 mi)에서 0.1 standard atmosphere (10 kPa)의 과압이 발생하여 해당 반경 내에 심각한 피해를 초래할 것이라고 계산했다. 폰 노이만은 또한 충격파가 고체 물체에 반사될 때 압력이 증가하므로, 폭탄이 피해 반경과 비슷한 고도인 약 1 to 2 킬로미터 (3,300 to 6,600 ft)에서 폭발할 경우 피해를 증가시킬 수 있다고 제안했다.

### 개발
파슨스는 1943년 6월 부시와 코넌트의 추천으로 병기 및 공학 부서의 책임자로 임명되었다. 부서에 인력을 충원하기 위해 총 개발 노력의 코디네이터 역할을 맡았던 톨먼은 존 스트라이브, 찰스 크리치필드, 세스 네더마이어를 미국 국립표준국에서 데려왔다. 부서는 초기에는 5개 그룹으로 조직되었으며, 원래 그룹장들은 E-1 (시험장) 그룹의 맥밀런, E-2 (계측) 그룹의 케네스 베인브리지, E-3 (신관 개발) 그룹의 로버트 브로드, E-4 (발사체, 표적, 및 소스) 그룹의 크리치필드, 그리고 E-5 (내폭) 그룹의 네더마이어였다. 1943년 가을에 두 개의 그룹이 더 추가되었는데, 노먼 포스터 램지 휘하의 E-7 (운반) 그룹과 조셉 O. 히르슈펠더 휘하의 E-8 (내부 탄도) 그룹이었다.
앵커 랜치에 시험장이 건설되었다. 이 총은 특이한 것이었으며, 임계 질량에 대한 중요한 데이터가 없는 상태에서 설계되어야 했다. 설계 기준은 다음과 같았다: 총의 총구 속도는 3,000 피트 매 초 (910 m/s)여야 하고, 총열은 그 에너지의 일반적인 5 쇼트톤 (4.5 t) 대신 1 쇼트톤 (0.91 t)만 나가야 하며, 결과적으로 합금강으로 만들어져야 하고, 최대 폐쇄기 압력은 75,000 파운드 매 제곱인치 (520,000 kPa)여야 하며, 세 개의 독립적인 뇌관을 가져야 한다. 한 번만 발사하면 되므로 총열은 일반 총보다 가볍게 만들 수 있었다. 또한 강선이나 후퇴 메커니즘도 필요 없었다. 압력 곡선은 히르슈펠더가 로스앨러모스 연구소에 합류하기 전에 지구물리 연구소에서 그의 감독하에 계산되었다.
해군 총기 공장에서 총이 제작되기를 기다리는 동안 다양한 추진제가 시험되었다. 히르슈펠더는 미국 광산국의 브루스턴에 있는 미국 광산국 실험 광산에 존 L. 매기를 보내 추진제와 점화 시스템을 시험했다. 시험 발사는 앵커 랜치에서 3-인치 (76 mm)/50 구경 총으로 실시되었다. 이를 통해 시험 계측의 미세 조정이 가능했다. 첫 두 개의 총열은 1944년 3월 10일 로스앨러모스에 도착했으며, 버지니아 달그렌의 해군 수상 전투 센터 달그렌 디비전에서 이와 비슷한 작업을 경험했던 토머스 H. 올름스테드의 지휘 아래 앵커 랜치에서 시험 발사가 시작되었다. 뇌관은 시험 결과 80,000 파운드 매 제곱인치 (550,000 kPa)까지의 압력에서 작동하는 것으로 밝혀졌다. 브로드의 그룹은 퓨징 시스템을 조사하여 전파 고도계, 근접신관 및 기압 고도계 퓨즈를 시험했다.
시험은 주파수 변조 방식의 AYD라고 알려진 레이다 고도계와 718이라고 알려진 펄스 방식의 레이다 고도계로 실시되었다. AYD 개조는 OSRD 계약에 따라 노든 연구소에서 수행되었다. 718 제조사인 RCA에 연락했을 때, 새로운 꼬리 경고 레이다인 AN/APS-13 (나중에 아치(Archie)라는 별명이 붙음)이 막 생산에 들어갔으며, 이는 레이다 고도계로 개조될 수 있다는 사실을 알게 되었다. 세 번째 생산된 장치는 1944년 4월 로스앨러모스로 전달되었다. 5월에는 AT-11을 다이빙하여 시험했다. 이어서 6월과 7월에는 전면적인 낙하 시험이 진행되었다. 이 시험들은 매우 성공적이었던 반면, AYD는 계속해서 문제를 겪었다. 따라서 아치가 채택되었지만, 1944년 8월에는 장치 부족으로 전면적인 파괴 시험은 불가능했다. 1944년 3월과 6월에 에드워즈 공군기지에서 씬 맨 폭탄 형상을 가진 실버플레이트 보잉 B-29 슈퍼포트리스 항공기 시험이 수행되었다.

## 플루토늄
1942년 11월 14일 S-1 집행위원회 회의에서 채드윅은 플루토늄에서 방출되는 알파 입자가 불순물로 존재하는 가벼운 원소에서 중성자를 생성할 수 있으며, 이는 플루토늄에서 핵분열을 일으켜 조기 폭발 즉 코어가 완전히 조립되기 전에 연쇄 반응을 일으킬 수 있다는 우려를 표명했다. 이는 한 달 전에 오펜하이머와 시보그가 이미 고려했던 문제였으며, 시보그는 붕소와 같은 중성자 방출 물질은 100억분의 1 수준으로 제한되어야 한다고 계산했다. 이러한 수준의 순도를 보장할 수 있는 화학 공정이 개발될 수 있는지에 대한 의문이 있었고, 채드윅은 이를 S-1 집행위원회에 제출하여 추가 검토하도록 했다. 그러나 나흘 후, 로렌스, 오펜하이머, 콤프턴, 맥밀런은 코넌트에게 엄격한 순도 요구 사항을 충족할 수 있다고 확신한다고 보고했다.

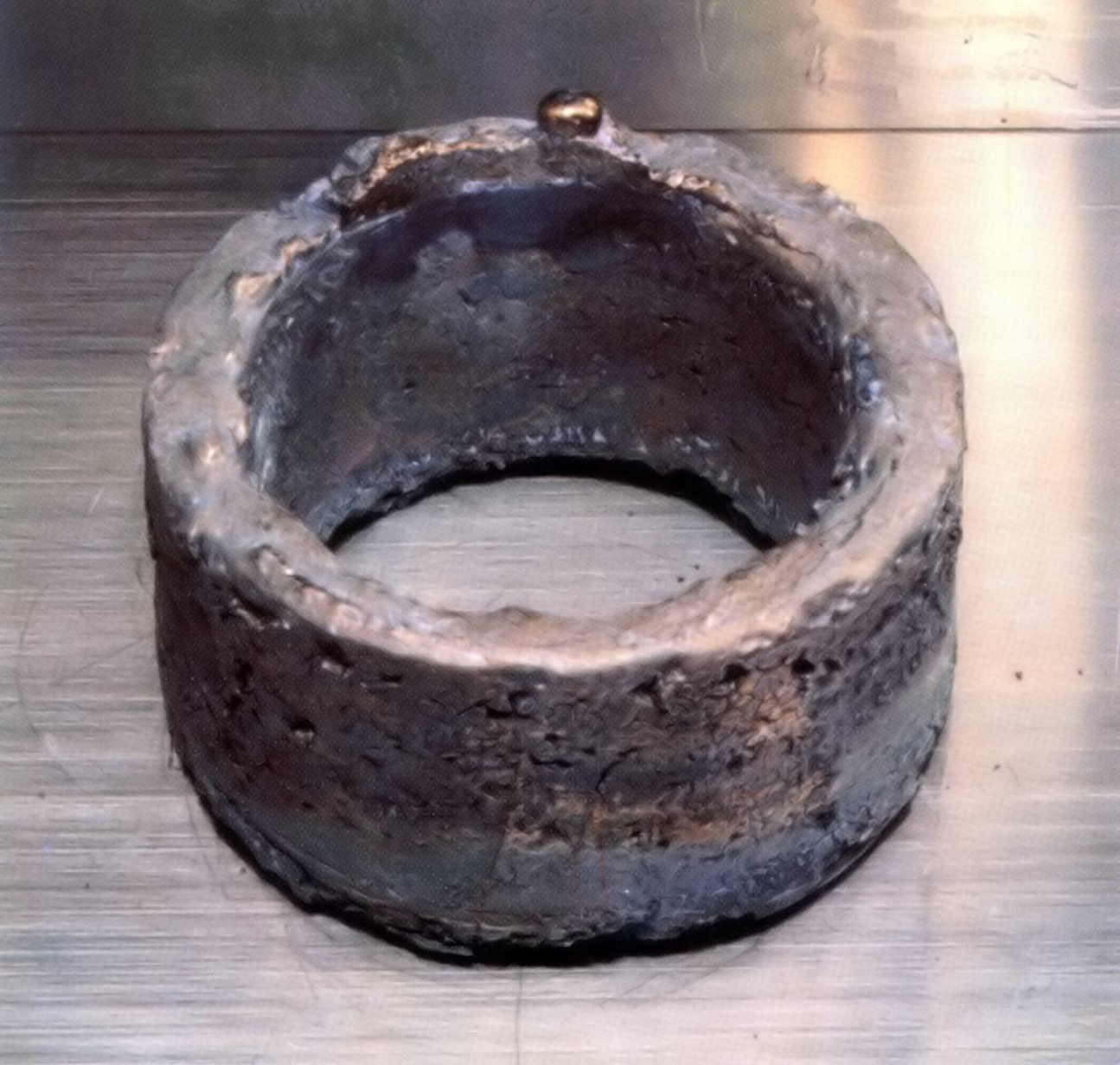
전기정련된 플루토늄 고리. 순도 99.96%, 무게 5.3 kg, 직경 약 11 cm이다. 폭탄 코어 하나에 충분한 플루토늄이다. 고리 모양은 임계 안전에 도움이 된다.

클린턴 기술 공장의 X-10 흑연 원자로가 1943년 11월 4일에 가동될 때까지는 극미량의 플루토늄만 사용할 수 있었지만, 이미 몇 가지 우려스러운 징후가 나타났다. 야금 연구소에서 플루토늄 불화물이 생산될 때, 화학 공정은 동일함에도 불구하고 때로는 밝은 색을 띠고 때로는 어두운 색을 띠었다. 1943년 11월에 이를 플루토늄 금속으로 환원하는 데 성공했을 때, 밀도는 15 g/cm3로 측정되었고, X선 산란 기술을 이용한 측정에서는 13 g/cm3의 밀도를 나타냈다. 이는 좋지 않은 결과였다. 플루토늄의 밀도는 우라늄과 비슷한 약 19 g/cm3라고 가정했기 때문이다. 이 수치들이 맞다면, 폭탄에 훨씬 더 많은 플루토늄이 필요할 것이었다. 케네디는 시보그의 야심 차고 관심을 끄는 방식에 반감을 가졌으며, 아서 월과 함께 시보그의 그룹과는 독립적으로 플루토늄 정제 절차를 고안했다. 2월에 샘플을 입수했을 때, 이 절차가 시험되었다. 그 달에 야금 연구소는 두 가지 다른 불화물이 존재한다고 발표했다. 밝은 색의 사불화 플루토늄 (PuF4)과 어두운 색의 삼불화 플루토늄 (PuF3)이었다. 화학자들은 곧 선택적으로 이들을 만드는 방법을 발견했으며, 전자가 금속으로 환원하기 더 쉽다는 것이 밝혀졌다. 1944년 3월의 측정에서는 밀도가 19~20 g/cm3 사이로 나타났다.
에릭 제트의 CM-8 (플루토늄 야금) 그룹은 1944년 3월 로스앨러모스 연구소에 플루토늄이 그램 단위로 도착한 후 플루토늄 금속 실험을 시작했다. 금속학자들은 플루토늄을 가열하면서 137 and 580 °C (279 and 1,076 °F) 사이에서 온도가 증가하지 않고 갑자기 열을 흡수하는 다섯 가지 온도를 발견했다. 이는 여러 플루토늄 동소체의 강력한 징후였지만, 처음에는 너무 기이해서 사실이 아니라고 여겨졌다. 추가 실험을 통해 135 °C (275 °F) 근처에서 상태 변화가 확인되었다. 이는 밀도 16 g/cm3의 δ 상으로 들어갔다. 시보그는 플루토늄의 녹는점이 우라늄과 비슷한 약 950 to 1,000 °C (1,740 to 1,830 °F)라고 주장했지만, 로스앨러모스 연구소의 금속학자들은 곧 약 635 °C (1,175 °F)에서 녹는다는 것을 발견했다. 화학자들은 플루토늄에서 가벼운 원소 불순물을 제거하는 기술로 눈을 돌렸지만, 1944년 7월 14일, 오펜하이머는 케네디에게 더 이상 이 작업이 필요하지 않을 것이라고 알렸다.

플루토늄은 주변 압력에서 6가지 동소체를 가진다: 알파 (α), 베타 (β), 감마 (γ), 델타 (δ), 델타 프라임 (δ'), & 엡실론 (ε)

자발 핵분열의 개념은 1939년 닐스 보어와 존 아치볼드 휠러의 핵분열 메커니즘에 대한 논문에서 제기되었다. 우라늄에서 자발 핵분열을 발견하려는 첫 번째 시도는 윌러드 리비에 의해 이루어졌지만, 그는 이를 감지하는 데 실패했다. 이는 영국에서 프리슈와 티터턴에 의해, 그리고 독립적으로 소련에서 1940년 게오르기 플료로프와 콘스탄틴 페트르자크에 의해 관찰되었다. 후자가 일반적으로 발견자로 인정받는다. 콤프턴은 또한 프랑스 물리학자 피에르 빅토르 오제로부터 프레데리크 졸리오퀴리가 폴로늄에서 자발 핵분열일 수도 있는 것을 감지했다는 소식을 들었다. 만약 이것이 사실이라면, 중성자 기폭 장치에 폴로늄을 사용하는 것이 불가능해질 수 있었다. 만약 플루토늄에도 사실이라면, 포신형 설계가 작동하지 않을 수도 있다는 것을 의미했다. 로스앨러모스 연구소의 합의는 그것이 사실이 아니며, 졸리오퀴리의 결과가 불순물에 의해 왜곡되었다는 것이었다.
로스앨러모스 연구소에서 에밀리오 지노 세그레의 P-5 (방사능) 그룹은 우라늄-234, -235, -238, 플루토늄, 폴로늄, 프로트악티늄 및 토륨에서 이를 측정하기 시작했다. 그들은 플루토늄 자체에 대해서는 크게 걱정하지 않았다. 주요 관심사는 채드윅이 제기한 가벼운 원소 불순물과의 상호 작용 문제였다. 세그레와 그의 젊은 물리학자 그룹은 로스앨러모스 연구소의 다른 연구에서 발생하는 배경 방사선을 최소화하기 위해 기술 구역에서 약 14 마일 (23 km) 떨어진 파하리토 협곡의 오래된 산림청 통나무집에서 실험을 설치했다.
1943년 8월까지 그들은 플루토늄을 제외한 모든 시험 원소에 대해 좋은 값을 얻었지만, 플루토늄은 버클리 60인치 사이클로트론으로 생성된 20 μg 샘플 5개밖에 없었기 때문에 충분히 정확하게 측정할 수 없었다. 그들은 로스앨러모스에서 측정한 값이 버클리에서 측정한 값보다 크다는 것을 관찰했는데, 이는 로스앨러모스가 해발 7,300 피트 (2,200 m)에 위치하여 우주선이 더 많기 때문이라고 추정했다. 그들의 측정치는 그램당 시간당 40회 핵분열의 자발 핵분열률을 나타냈는데, 이는 높지만 허용 가능한 수준이었지만, 오차 범위가 허용할 수 없을 정도로 컸다. 1944년 4월, 그들은 X-10 흑연 원자로에서 샘플을 받았다. 곧 시험 결과 그램당 시간당 180회 핵분열을 나타냈는데, 이는 허용할 수 없을 정도로 높은 수치였다. 바처는 콤프턴에게 이를 알려야 했고, 콤프턴은 눈에 띄게 동요했다. 의심은 아직 발견되지 않았지만 존재가 의심되었던 동위 원소인 플루토늄-240에 떨어졌다. 이는 단순히 플루토늄-239 핵이 중성자를 흡수하여 생성되는 것이었다. 예상치 못했던 것은 그 높은 자발 핵분열률이었다. 세그레의 그룹은 이를 그램당 시간당 160만 회 핵분열로 측정했는데, 이는 플루토늄-239의 그램당 시간당 40회 핵분열에 비해 엄청나게 높은 수치였다. 이는 원자로에서 생산된 플루토늄이 포신형 무기에 사용하기에 부적합하다는 것을 의미했다. 플루토늄-240은 연쇄 반응을 너무 빨리 시작하여, 충분한 플루토늄이 반응하기 전에 임계 질량을 분산시키는 조기 폭발을 일으킬 것이었다. 더 빠른 총이 제안되었지만 비실용적인 것으로 밝혀졌다. 동위 원소를 분리하는 가능성도 마찬가지였는데, 플루토늄-240은 우라늄-238에서 우라늄-235를 분리하는 것보다 플루토늄-239에서 분리하기가 훨씬 더 어려웠다.

## 내폭형 무기 설계

폭발 렌즈는 내폭형 핵무기 내부의 핵분열성 코어를 압축하는 데 사용된다.

내폭이라고 알려진 대체 폭탄 설계 방식에 대한 연구는 네더마이어의 E-5 (내폭) 그룹에 의해 시작되었다. 서버와 톨먼은 1943년 4월 회의에서 핵분열성 물질 조각을 모아 임계 질량을 형성하는 방법으로 내폭을 고안했다. 네더마이어는 다른 방식으로, 속이 빈 실린더를 단단한 막대로 압착하려고 시도했다. 이 아이디어는 폭발물을 사용하여 아임계 핵분열성 물질을 더 작고 밀도 높은 형태로 압착하는 것이었다. 핵분열성 원자들이 더 가깝게 밀집될 때, 중성자 포획률이 증가하고, 그들은 임계 질량을 형성한다. 금속은 매우 짧은 거리만 이동하면 되므로, 임계 질량은 총 방법보다 훨씬 짧은 시간 안에 조립된다. 당시 이러한 방식으로 폭발물을 사용하는 아이디어는 상당히 새로웠다. 작업을 용이하게 하기 위해 앵커 랜치에 폭발성 형상을 주조하기 위한 작은 공장이 설립되었다.
1943년 내내 내폭은 어떤 이유로든 포신형이 비실용적일 경우를 대비한 백업 프로젝트로 간주되었다. 베테, 오펜하이머, 텔러와 같은 이론 물리학자들은 핵분열성 물질을 더 효율적으로 사용하고 순도가 낮은 물질도 사용할 수 있도록 하는 원자폭탄 설계 아이디어에 매료되었다. 이러한 장점들은 특히 그로브스에게 매력적이었다. 그러나 네더마이어의 1943년과 1944년 초 내폭 연구는 유망했지만, 총 설계보다 이론적, 공학적 관점에서 훨씬 더 어려운 문제라는 것이 분명했다. 1943년 7월, 오펜하이머는 존 폰 노이만에게 도움을 요청하며 "이 다소 벅 로저스 프로젝트에 대해 더 잘 이해할 수 있을 것"이라며 로스앨러모스를 방문해달라고 제안했다.
당시 폰 노이만은 해군 병기국, 프린스턴 대학교, 육군 애버딘 시험장 및 NDRC에서 일하고 있었다. 오펜하이머, 그로브스, 파슨스는 톨먼과 소장 윌리엄 R. 퍼넬에게 폰 노이만의 협조를 요청했다. 그는 1943년 9월 20일부터 10월 4일까지 로스앨러모스를 방문했다. 충격파와 장갑 관통탄에 사용되는 성형작약탄에 대한 그의 최근 연구를 바탕으로, 그는 고폭 성형작약탄을 사용하여 구형 코어를 내폭시키는 것을 제안했다. 9월 23일 이사회 회의에서는 당시 OSRD에서 일하던 폭발물 분야의 저명한 전문가인 조지 키스티아코프스키에게 로스앨러모스 연구소에 합류해 줄 것을 요청하기로 결정했다. 그는 주저했지만, 11월에 합류했다. 그는 1944년 2월 16일 전임 직원이 되어 내폭 담당 파슨스의 부관이 되었다. 맥밀런은 총형 폭탄의 부관이 되었다. 폭탄의 최대 크기는 이때 B-29의 5-by-12-피트 (1.5 by 3.7 m) 폭탄창 크기에서 결정되었다.

내폭형 핵폭탄. 중앙에는 중성자 기폭 장치(빨간색)가 있다. 그 주위를 플루토늄 반구가 감싸고 있다. 작은 에어 갭(흰색, 원래 팻 맨 설계에는 없음)과 그 다음 열화 우라늄 탬퍼가 있다. 그 주위에는 알루미늄 푸셔(보라색)가 있다. 이 모든 것은 폭발 렌즈(금색)로 둘러싸여 있다. 색상은 맞은편 다이어그램과 동일하다.

1944년 7월까지 오펜하이머는 플루토늄이 총 설계에 사용될 수 없다고 결론 내렸다. 7월 18일, 그는 그로브스에게 "현재 최우선 순위가 부여되어야 할 방법은 내폭 방법"이라고 썼다. 팻 맨으로 명명된 내폭 설계의 가속화된 노력은 1944년 8월 오펜하이머가 로스앨러모스 연구소의 대대적인 재편성을 통해 내폭에 집중하면서 시작되었다. 내폭 무기를 개발하기 위해 로스앨러모스에 두 개의 새로운 그룹이 만들어졌다. 키스티아코프스키가 이끄는 X (폭발물) 부서와 로버트 바처가 이끄는 G (장치) 부서였다. 텔러가 T-1 (내폭 및 슈퍼) 그룹의 책임자였지만, 베테는 텔러가 슈퍼에 너무 많은 시간을 할애하고 있다고 생각했다. 슈퍼는 베테와 오펜하이머에 의해 낮은 우선순위가 부여되어 있었다. 1944년 6월, 오펜하이머는 텔러와 그의 슈퍼 그룹을 베테의 T 부서에서 분리하여 직접 자신에게 종속시켰고, 파이얼스가 T-1 (내폭) 그룹의 책임자가 되었다. 9월에는 텔러의 그룹이 엔리코 페르미의 새로운 F (페르미) 부서의 F-1 (슈퍼 및 일반 이론) 그룹이 되었다.
폰 노이만과 T 부서, 특히 루돌프 파이얼스가 고안한 새로운 설계는 폭발 렌즈를 사용하여 느린 폭발물과 빠른 고폭 폭발물의 조합을 통해 폭발을 구형으로 집중시켰다. 1944년 5월 G. I. 테일러 경의 방문은 코어와 열화 우라늄 탬퍼 사이의 계면 안정성에 대한 의문을 제기했다. 그 결과, 설계는 더 보수적으로 변경되었다. 이것의 궁극적인 표현은 코어를 속이 빈 형태 대신 단단한 형태로 만들자는 크리스티의 제안이 채택된 것이었다. 적절한 모양과 속도로 폭발하는 렌즈의 설계는 느리고, 어렵고, 좌절감을 안겨주었다. 빠른 폭발물로는 컴포지션 B를, 느린 폭발물로는 바라톨을 선택하기 전에 다양한 폭발물이 시험되었다. 최종 설계는 축구공과 유사했으며, 각각 약 80 파운드 (36 kg) 무게의 20개의 육각형 렌즈와 12개의 오각형 렌즈로 구성되었다. 정확한 폭발을 위해서는 빠르고 신뢰할 수 있으며 안전한 전기 뇌관이 필요했는데, 신뢰성을 위해 각 렌즈당 두 개씩 배치되었다. 따라서 로스앨러모스에서 루이스 월터 앨버레즈가 이끄는 그룹이 개발한 새로운 발명품인 EBW 기폭 장치를 사용하기로 결정되었다. 이들의 제조 계약은 레이시온에 주어졌다.
수렴하는 충격파의 거동을 연구하기 위해 로버트 서버는 단명 방사성 동위 원소인 란타넘-140을 사용한 라라 실험을 고안했는데, 이는 강력한 감마선원이다. 감마선원은 폭발 렌즈로 둘러싸인 금속 구의 중앙에 놓여졌고, 다시 이 구는 이온화 상자 내부에 있었다. 이를 통해 내폭의 X선 동영상을 촬영할 수 있었다. 렌즈는 주로 이 일련의 시험을 통해 설계되었다. 로스앨러모스 프로젝트의 역사에서 데이비드 호킨스는 다음과 같이 썼다. "라라는 최종 폭탄 설계에 영향을 미친 가장 중요한 단일 실험이 되었다."
폭발물 내부에는 4.5-인치 (110 mm) 두께의 알루미늄 푸셔가 있었는데, 이는 상대적으로 밀도가 낮은 폭발물에서 다음 층인 3-인치 (76 mm) 두께의 천연 우라늄 탬퍼로 부드러운 전환을 제공했다. 주된 역할은 임계 질량을 가능한 한 오랫동안 함께 유지하는 것이었지만, 중성자를 코어로 다시 반사하는 역할도 했다. 일부는 핵분열할 수도 있었다. 외부 중성자에 의한 조기 폭발을 방지하기 위해 탬퍼는 얇은 붕소층으로 코팅되었다.

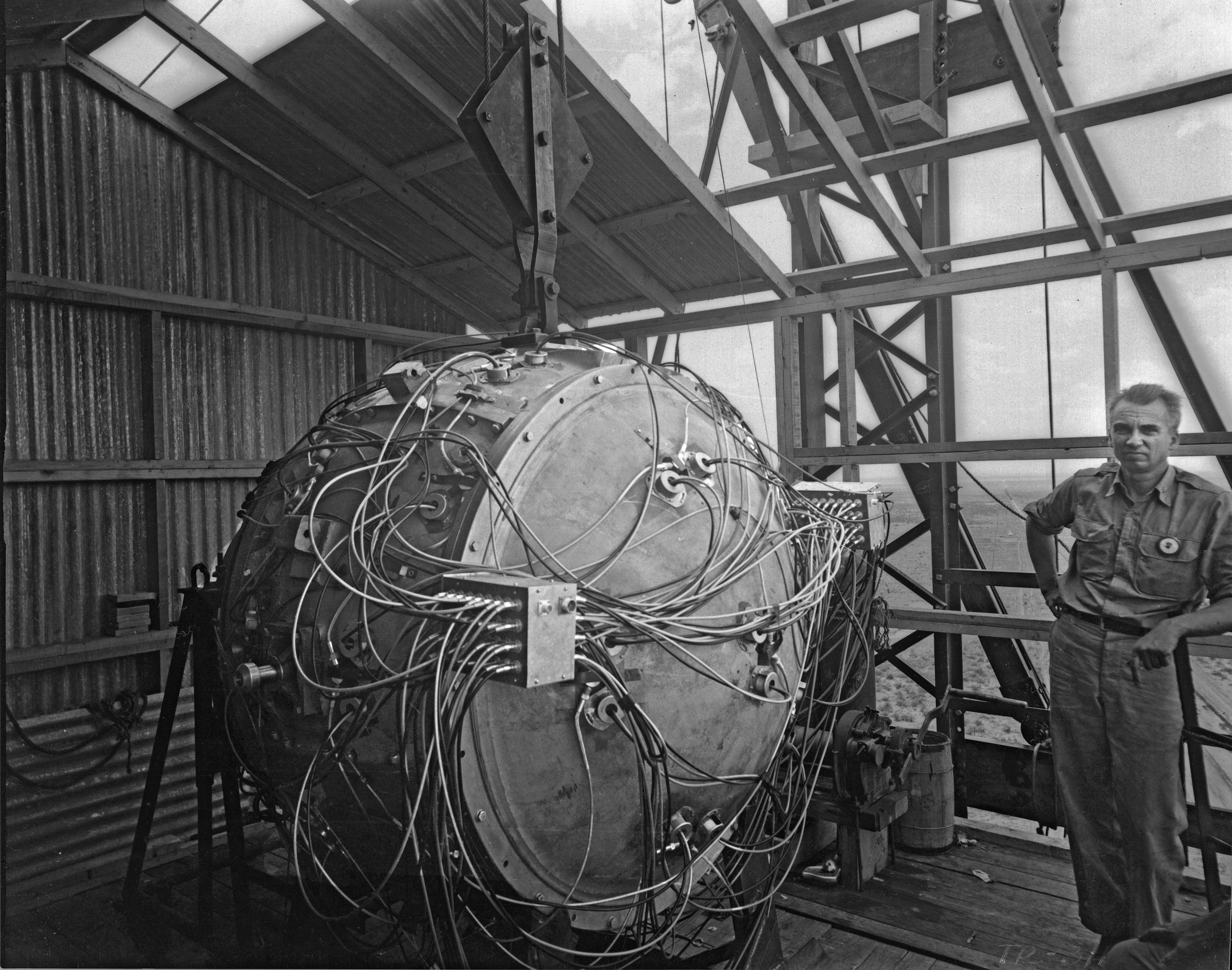
폭탄 조립 그룹장 노리스 브래드버리가 트리니티 실험 타워 위에 부분적으로 조립된 가제트 옆에 서 있다. 나중에 그는 오펜하이머의 뒤를 이어 로스앨러모스의 소장이 되었다.

성게류의 내부 껍질과 닮았다고 하여 "성게"라고 알려진 폴로늄-베릴륨 변조 중성자 개시자는 정확한 순간에 연쇄 반응을 시작하도록 개발되었다. 방사성 폴로늄의 화학 및 야금 작업은 몬산토의 찰스 앨런 토머스가 지휘했으며 데이턴 프로젝트로 알려졌다. 시험에는 월별 최대 500 퀴리의 폴로늄이 필요했으며, 몬산토는 이를 공급할 수 있었다. 전체 조립체는 총알과 포탄으로부터 보호하기 위해 두랄루민 폭탄 케이스에 싸여 있었다.
이 작업은 위험한 것으로 판명되었다. 전쟁이 끝날 무렵, 경험 많은 화학자 및 야금학자의 절반이 소변에서 허용할 수 없는 높은 수준의 원소가 검출되어 플루토늄 작업을 중단해야 했다. 1945년 1월 로스앨러모스에서 발생한 작은 화재는 플루토늄 연구소에서 화재가 발생하면 마을 전체를 오염시킬 수 있다는 우려를 불러일으켰고, 그로브스는 DP-사이트로 알려지게 된 플루토늄 화학 및 야금 시설의 건설을 승인했다. 최초의 플루토늄 코어 (또는 핵심)용 반구는 1945년 7월 2일 생산 및 납품되었다. 세 개의 반구가 7월 23일에 이어 3일 후에 납품되었다.

## 리틀 보이
오펜하이머가 1944년 7월 로스앨러모스 연구소를 재편성한 후, 우라늄 포신형 무기 연구는 프랜시스 버치의 O-1 (총) 그룹에 집중되었다. 이 개념은 내폭 폭탄 개발에 실패할 경우 최소한 농축 우라늄을 사용할 수 있도록 추진되었다. 이후 포신형은 농축 우라늄만으로 작동해야 했고, 이로 인해 신 맨 설계가 크게 단순화되었다. 고속 총은 더 이상 필요 없었고, B-29 폭탄창에 들어갈 만큼 짧은 더 간단한 무기로 대체할 수 있었다. 새로운 설계는 리틀 보이라고 불렸다.

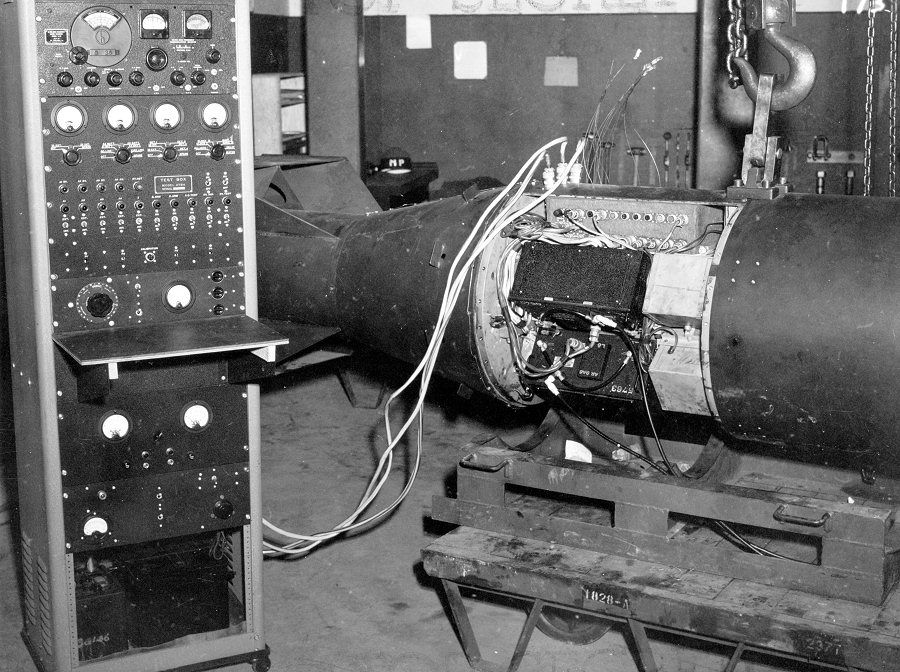
티니안에 있는 리틀 보이 장치가 시험 장비에 연결되어 있다. 장치 내부의 부품을 시험하거나 충전하기 위한 것일 수 있다.

여러 차례의 지연 끝에, 약간 농축된 우라늄(우라늄-235 13~15%)의 첫 선적이 1944년 3월 오크리지에서 도착했다. 고농축 우라늄 선적은 1944년 6월에 시작되었다. 임계 실험과 워터 보일러가 우선 순위였기 때문에 야금학자들은 1944년 8월까지 아무것도 받지 못했다. 그동안 CM 부서는 수소화 우라늄을 실험했다. 이것은 T 부서에서 유망한 활성 물질로 간주되었다. 수소의 중성자 감속 능력으로 효율성 손실을 보상할 수 있다는 생각이었지만, 베테가 나중에 회상했듯이 그 효율성은 "무시할 수 있을 정도이거나 그 이하였다. 파인만이 말했듯이"였고, 이 아이디어는 1944년 8월에 폐기되었다.
프랭크 스페딩의 아메스 프로젝트는 산업 규모로 우라늄 금속을 생산하는 방법인 아메스 공정을 개발했지만, 야금학 책임자인 CM 부서의 부책임자인 시릴 스탠리 스미스는 임계 질량 형성 위험 때문에 고농축 우라늄에 이를 사용하는 것을 우려했다. 고농축 우라늄은 천연 우라늄보다 훨씬 더 가치가 높았고, 그는 단 1밀리그램의 손실도 피하고 싶었다. 그는 스페딩과 함께 일했던 화학자 리처드 D. 베이커를 영입했고, 그들은 함께 아메스 공정을 로스앨러모스 연구소에서 사용하도록 개조했다. 2월에 베이커와 그의 그룹은 고농축 사불화 우라늄으로 20개의 360그램 환원과 27개의 500그램 환원을 만들었다.
두 가지 유형의 총 설계가 생산되었다. A형은 고합금강으로, B형은 일반 강철로 제작되었다. B형은 더 가볍기 때문에 생산용으로 선택되었다. 뇌관과 추진제는 이전에 신 맨을 위해 선택된 것과 동일했다. 중공 발사체와 표적 삽입물의 축소 시험 발사는 3인치/50 구경 총과 20 mm (0.79 in) 이스파노 캐논으로 실시되었다. 12월부터는 전체 규모의 시험 발사가 시작되었다. 놀랍게도, 처음 생산된 시험 케이스가 지금까지 만들어진 것 중 최고로 판명되었다. 이것은 앵커 랜치에서 네 차례의 시험 발사에 사용되었고, 궁극적으로 히로시마 폭격에 사용된 리틀 보이에도 사용되었다. 설계 사양은 1945년 2월에 완료되었고, 부품 제작 계약이 체결되었다. 세 개의 다른 공장이 사용되어 아무도 전체 설계의 복사본을 가질 수 없도록 했다. 총과 노리쇠는 워싱턴 D.C.의 해군 총기 공장에서 제작되었고, 표적, 케이스 및 기타 부품은 미시간 센터 라인의 해군 병기 공장에서, 꼬리 페어링과 장착 브래킷은 디트로이트의 Expert Tool and Die Company에서 제작되었다.
버치의 정돈된 일정은 12월에 그로브스에 의해 방해받았다. 그로브스는 오펜하이머에게 1945년 7월 1일까지 무기가 준비될 수 있도록 내폭보다 포신형에 우선순위를 두라고 명령했다. 우라늄 탑재량을 제외한 폭탄은 1945년 5월 초에 준비되었다. 우라늄-235 발사체는 6월 15일에 완성되었고, 표적은 7월 24일에 완성되었다. 표적과 폭탄 사전 조립품(핵분열성 부품이 없는 부분 조립된 폭탄)은 7월 16일 캘리포니아 헌터스 포인트 해군 조선소를 떠나 인디애나폴리스함 (CA-35) 순양함에 실려 7월 26일에 도착했다. 표적 삽입물은 7월 30일 항공편으로 뒤따랐다.
모든 구성 요소가 목표 및 낙하 시험에서 테스트되었지만, 히로시마 이전에 포신형 핵무기의 완전한 시험은 없었다. 리틀 보이 유형 장치를 시험하지 않은 몇 가지 이유가 있었다. 주로 우라늄-235가 충분하지 않았다. 또한, 무기 설계가 너무 간단하여 포신형 조립품으로 실험실 시험만 필요하다고 판단되었다. 정교한 형상 폭약 조정을 필요로 하는 내폭 설계와 달리, 포신형 설계는 거의 확실하게 작동할 것으로 간주되었다. 웬도버에서 32번의 낙하 시험이 실시되었으며, 단 한 번만 폭탄이 발사되지 않았다. 마지막 순간에 한 가지 수정이 이루어졌는데, 총을 발사하는 추진제 분말 봉지를 폭탄창에 적재할 수 있도록 허용하는 것이었다.
우발적인 폭발의 위험 때문에 안전 문제가 중요했다. 리틀 보이는 기본적인 안전 장치를 포함하고 있었지만, 우발적인 폭발은 여전히 발생할 수 있었다. 충돌 시 속이 빈 "총알"이 "표적" 실린더에 박혀 대규모 방사선 방출 또는 핵 폭발을 일으킬 수 있는지 확인하기 위한 시험이 실시되었다. 이 시험들은 이러한 일이 발생하려면 중력의 500배에 달하는 충격이 필요하며, 이는 매우 희박한 가능성임을 보여주었다. 충돌과 화재가 폭발물을 유발할 수 있다는 우려는 여전히 존재했다. 물에 잠기면 우라늄 반구는 중성자 감속재 효과를 받았다. 비록 폭발을 일으키지는 않았겠지만, 광범위한 방사능 오염을 초래할 수 있었다. 이러한 이유로 조종사들은 바다보다는 육지에 추락하도록 권고받았다.

## 워터 보일러

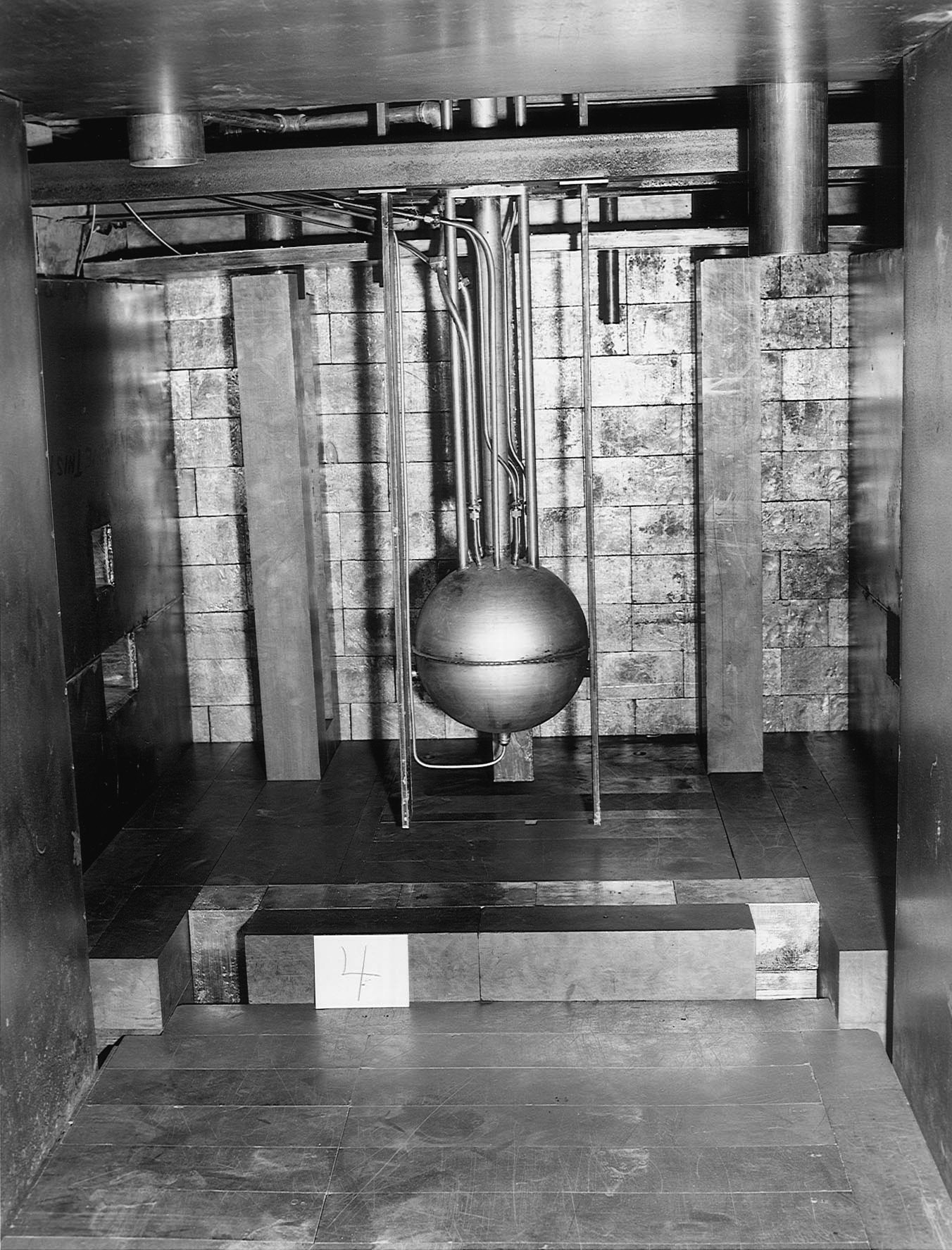
워터 보일러

워터 보일러는 액체 균일 원자로로서, 핵연료가 황산 우라닐의 용해된 형태로 물에 용해되어 있는 핵 반응로의 한 유형이다. 질소보다 황의 중성자 포획 단면적이 작기 때문에 질산 우라닐 대신 황산 우라닐이 선택되었다. 이 프로젝트는 바처가 1943년 4월에 연쇄 반응 시스템에서 임계 질량을 측정하는 지속적인 프로그램의 일환으로 제안했다. 그는 또한 이를 임계 질량 시스템에서 다양한 재료를 시험하는 수단으로 보았다. T 부서는 원자폭탄에서 발견되는 연쇄 반응의 형태와 관련된 연구에 방해가 된다고 보아 이 프로젝트에 반대했지만, 바처가 이 점에서 우위를 점했다. 워터 보일러와 관련된 계산은 1943년 T 부서의 엄청난 시간을 소모했다. 페르미가 개발한 원자로 이론은 워터 보일러에 적용되지 않았다.
1943년에는 원자로 건설에 대해 알려진 것이 거의 없었다. 바처의 P 부서에 도널드 커스트가 이끄는 P-7 (워터 보일러) 그룹이 만들어졌는데, 여기에는 찰스 P. 베이커, 게르하르트 프리들랜더, 린제이 헬름홀츠, 마셜 홀로웨이, 래머 슈라이버가 포함되었다. T-1 그룹의 로버트 F. 크리스티는 이론적 계산, 특히 임계 질량 계산에 지원을 제공했다. 그는 600 그램 (21 oz)의 우라늄-235가 무한한 크기의 탬퍼에서 임계 질량을 형성할 것이라고 계산했다. 처음에는 워터 보일러를 10 kW로 작동할 계획이었지만, 페르미와 새뮤얼 K. 앨리슨이 1943년 9월에 방문하여 제안된 설계를 검토했다. 그들은 우라늄 염의 분해 위험을 지적하고 더 무거운 차폐를 권고했다. 또한 방사성 핵분열 생성물이 생성되어 화학적으로 제거되어야 한다는 점도 언급되었다. 결과적으로 워터 보일러는 더 많은 작동 경험이 축적될 때까지 1 kW로만 작동하기로 결정되었고, 고출력 작동에 필요한 기능은 당분간 보류되었다.
크리스티는 또한 우발적인 폭발이 발생할 경우 오염될 지역을 계산했다. 도시로부터 안전한 거리이며 수원지 하류에 있는 로스앨러모스 캐니언의 부지가 선택되었다. 오메가로 알려진 이 부지는 1943년 8월 19일 이사회에서 승인되었다. 워터 보일러는 건설이 간단하지 않았다. 보일러인 12.0625-인치 (306.39 mm) 스테인리스 스틸 구의 두 절반은 아크 용접되어야 했는데, 납땜은 우라늄 염에 부식될 것이기 때문이었다. CM-7 (기타 야금) 그룹은 1943년 12월과 1944년 1월에 워터 보일러의 탬퍼용 베릴리아 벽돌을 생산했다. 이 벽돌들은 1,000 °C (1,830 °F)에서 100 파운드 매 제곱인치 (690 kPa)로 5분에서 20분 동안 흑연에서 열간 압착되었다. 보일러 주변에 맞게 성형된 약 53개의 벽돌이 만들어졌다. 오메가 사이트의 건물은 1944년 2월 1일까지 미완성되었지만 준비되었고, 워터 보일러는 4월 1일까지 완전히 조립되었다. 5월까지 충분한 농축 우라늄이 도착하여 가동을 시작했으며, 1944년 5월 9일에 임계 상태에 도달했다. 이는 세계에서 세 번째로 임계에 도달한 원자로였으며, 첫 두 개는 야금 연구소의 시카고 파일 1 원자로와 클린턴 기술 공장의 X-10 흑연 원자로였다. 개선된 단면적 측정을 통해 크리스티는 임계 추정치를 575그램으로 정교화할 수 있었다. 실제로, 565그램만 필요했다. 그의 예측의 정확성은 크리스티 자신도 가장 놀라게 했다.
1944년 9월, P-7 (워터 보일러) 그룹은 페르미의 F 부서에 속한 F-2 (워터 보일러) 그룹이 되었다. 1944년 6월에 계획된 실험 시리즈를 완료한 후, 더 강력한 원자로로 재건하기로 결정되었다. 원래 10 kW 출력 목표는 5 kW로 변경되었는데, 이는 냉각 요구 사항을 간단하게 유지하기 위함이었다. 예상되는 중성자 선속은 평방센티미터당 초당 5 x 1010 중성자였다. 추가 제어봉과 함께 수냉식 시스템이 설치되었다. 이번에는 황산 우라닐 대신 질산 우라닐이 사용되었는데, 전자가 더 쉽게 오염을 제거할 수 있었기 때문이다. 베릴리아 벽돌로 된 탬퍼는 흑연 블록으로 둘러싸였는데, 이는 베릴리아를 구하기 어려웠고, 원자로에서 생성된 중성자에 의해 생성되는 감마선으로 인한 베릴륨에서의 (γ, n) 반응을 피하기 위함이었다.
[[틀:LinkForElement|9
4Be
]] + 
γ
 → [[틀:LinkForElement|8
4Be
]] + 
n
 - 1.66 MeV
원자로는 1944년 12월에 작동을 시작했다.

## 슈퍼
처음부터 슈퍼에 대한 연구는 가장 열정적인 지지자였던 텔러가 이끌었다. 이 연구는 핵분열 폭탄 개발이라는 목표에 항상 부차적인 것으로 간주되었지만, 더 강력한 폭탄을 만들 가능성은 계속 연구를 진행하기에 충분했다. 버클리 여름 회의는 텔러에게 슈퍼가 기술적으로 실현 가능하다는 확신을 주었다. 에밀 코노핀스키가 중요한 기여를 했는데, 그는 중수소에 삼중수소를 섞으면 더 쉽게 점화될 수 있다고 제안했다. 베테는 삼중수소-중수소(T-D) 반응이 중수소-중수소(D-D) 반응보다 5배 많은 에너지를 방출한다고 언급했다. 이는 삼중수소를 얻기 어려웠고, 중수소가 핵분열 폭탄으로 쉽게 점화될 수 있을 것이라는 희망이 있었기 때문에 즉시 추적되지 않았다. 그러나 T-D와 D-D의 단면적은 시카고의 맨리 그룹과 퍼듀의 홀로웨이 그룹에 의해 측정되었다.

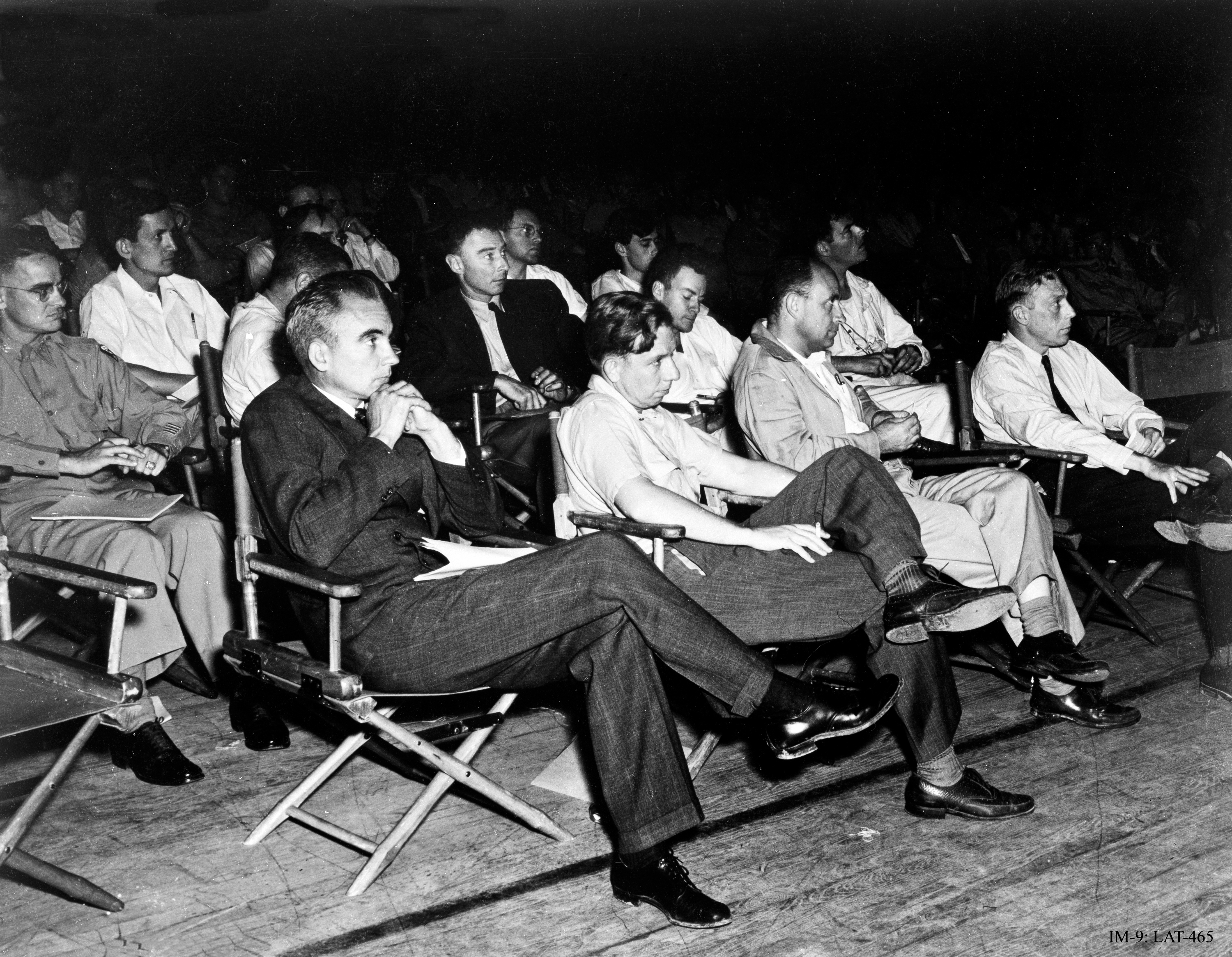
1946년 4월 슈퍼에 대한 로스앨러모스 콜로퀴엄. 앞줄에는 (왼쪽에서 오른쪽으로) 노리스 브래드버리, 존 H. 맨리, 엔리코 페르미, J. M. B. 켈로그가 있다. 로버트 오펜하이머는 어두운 코트를 입고 맨리 뒤에 서 있다. 오펜하이머의 왼쪽에는 리처드 파인만이 있다. 왼쪽에 있는 육군 장교는 올리버 헤이우드 대령이다.

1943년 9월까지 D-D 및 T-D의 값은 상향 조정되어, 더 낮은 온도에서 핵융합 반응이 시작될 수 있다는 희망을 높였다. 텔러는 슈퍼에 대해 충분히 낙관적이었고, 독일이 중수소에 관심이 있다는 보고에 대해 충분히 우려하여 이사회에 우선순위를 높여달라고 요청했다. 이사회는 어느 정도 동의했지만, 전담할 수 있는 인원은 한 명뿐이라고 결정했다. 오펜하이머는 코노핀스키를 지명했고, 그는 전쟁이 끝날 때까지 이 연구에 전념했다. 그럼에도 불구하고, 1944년 2월 텔러는 스타니스와프 울람, 제인 로버그, 제프리 추, 해럴드와 메리 아르고를 그의 T-1 그룹에 추가했다. 울람은 역콤프턴 냉각을 계산했고, 로버그는 T-D 혼합물의 점화 온도를 계산했다. 마리아 괴퍼트메이어는 1945년 2월에 이 그룹에 합류했다.
텔러는 슈퍼 연구에 대한 자원 증액을 주장했는데, 이는 예상보다 훨씬 더 어렵다는 점을 근거로 삼았다. 이사회는 전쟁이 끝나기 전에 결실을 맺을 가능성이 낮다는 이유로 이를 거부했지만, 완전히 중단하지는 않았다. 실제로 오펜하이머는 그로브스에게 X-10 흑연 원자로에서 중수소로부터 삼중수소를 생산해 달라고 요청했다. 몇 달 동안 텔러와 베테는 슈퍼 연구의 우선순위를 두고 논쟁을 벌였다. 1944년 6월, 오펜하이머는 텔러와 그의 슈퍼 그룹을 베테의 T 부서에서 분리하여 직접 자신에게 종속시켰다. 9월에는 페르미의 F 부서에 속한 F-1 (슈퍼) 그룹이 되었다. 다음 몇 달 동안 슈퍼 연구는 계속되었다. 액체 중수소 1 세제곱미터 (35 cu ft)를 연소시키면 10 TNT 메가톤 (42 PJ)의 에너지가 방출되어 1,000 제곱마일 (2,600 km2)를 황폐화시킬 수 있다고 계산되었다. 슈퍼 그룹은 1945년 11월 14일 T 부서로 다시 이전되었다.
1946년 4월 로스앨러모스 연구소에서 슈퍼에 대한 콜로퀴움이 열려 전쟁 중 수행된 작업을 검토했다. 텔러는 그의 "클래식 슈퍼" 개념의 개요를 설명했고, 니콜라스 메트로폴리스와 안토니 L. 터케비치는 열핵 반응과 관련된 계산 결과를 발표했다. 6월에 발표되고 텔러와 그의 그룹이 작성한 슈퍼에 대한 최종 보고서는 슈퍼가 성공적으로 개발될 가능성에 대해 낙관적이었지만, 콜로퀴움에 참석한 사람들 모두가 그런 인상을 받은 것은 아니었다. 인력 손실로 인해 1946년 6월에 작업이 중단되어야 했다. 1950년까지의 계산에 따르면 클래식 슈퍼는 작동하지 않을 것이며, 중수소 연료에서 열핵 연소를 유지할 수 없을 뿐만 아니라 애초에 점화조차 불가능할 것이라는 것이 밝혀졌다.

## 트리니티

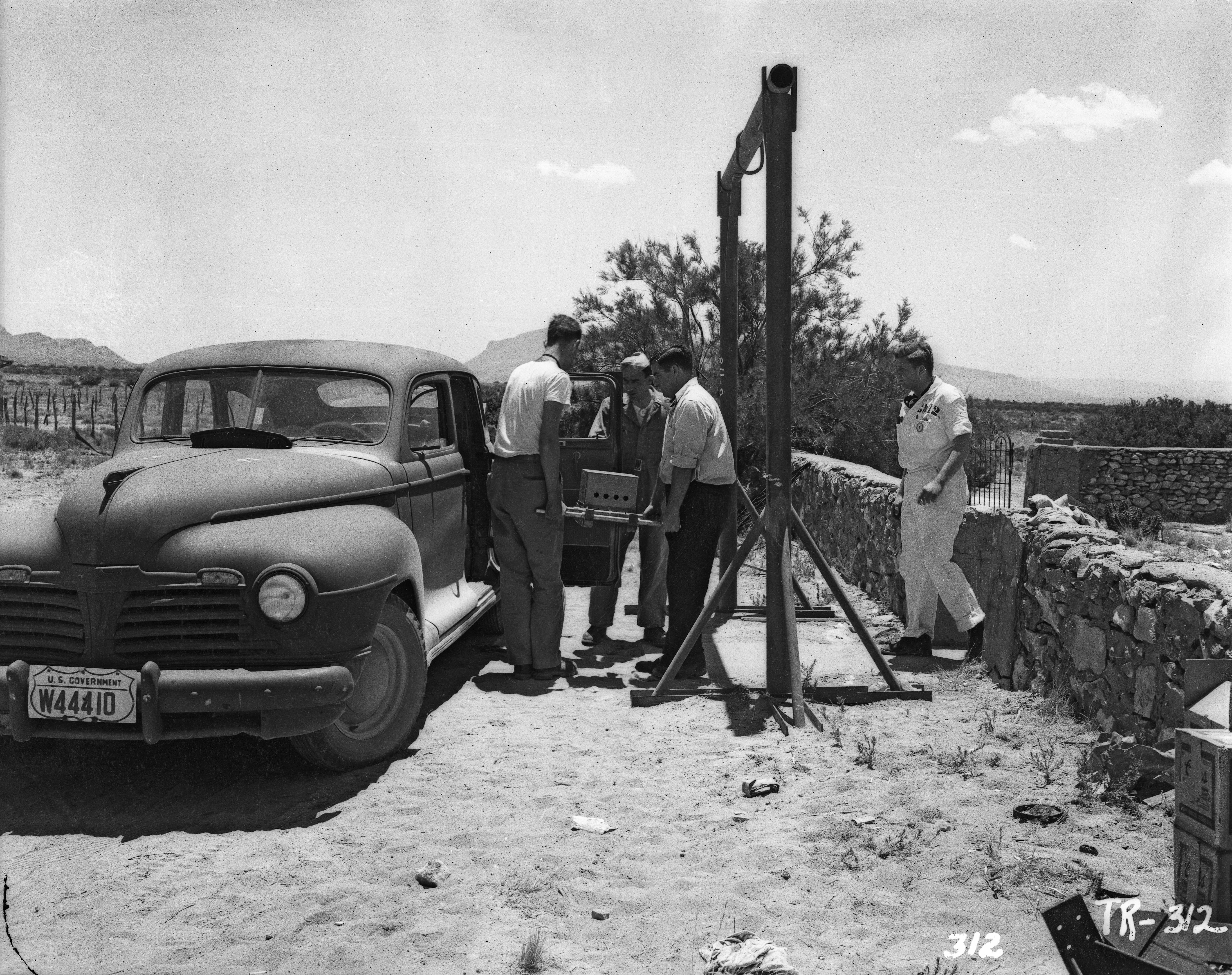
허버트 레어와 해리 더그힐란이 플루토늄 피트와 기폭 장치가 들어 있는 조립된 탬퍼 플러그를 맥도널드 랜치 하우스에서 트리니티 시험 타워로 운반하기 위해 세단에 싣고 있다.

내폭형 무기의 복잡성 때문에, 핵분열 물질의 낭비에도 불구하고 초기 시험이 필요하다고 결정되었다. 그로브스는 활성 물질이 회수된다는 조건으로 시험을 승인했다. 따라서 통제된 폭발 실패가 고려되었지만, 오펜하이머는 대신 "트리니티"라는 코드명의 전면적인 핵 실험을 선택했다. 1944년 3월, 시험 계획 책임은 하버드 대학교 물리학 교수인 케네스 베인브리지에게 할당되었고, 그는 키스티아코프스키 밑에서 일했다. 베인브리지는 앨러모고도 공군 기지 근처의 폭격장을 시험 장소로 선택했다. 베인브리지는 새뮤얼 P. 다발로스 대위와 함께 병영, 창고, 작업장, 폭발물 탄약고 및 군 매점을 포함하는 트리니티 기지 캠프 및 시설 건설을 진행했다.
그로브스는 10억 달러 상당의 플루토늄 손실을 상원 위원회에 설명하는 것을 꺼렸기 때문에, 실패할 경우 활성 물질을 회수하기 위한 "점보"라는 코드명의 원통형 격납 용기가 건설되었다. 길이 25 피트 (7.6 m), 너비 12 피트 (3.7 m)인 이 용기는 밥콕 앤 윌콕스가 오하이오 주 바버튼에서 214 롱톤의 철강으로 막대한 비용을 들여 제작했다. 뉴멕시코 주 포프의 측선에 특별 철도 차량으로 운반된 후, 두 대의 트랙터가 끄는 트레일러로 시험장까지 마지막 25 마일 (40 km)를 이동했다. 도착할 때쯤에는 내폭 방식에 대한 신뢰가 충분히 높아졌고 플루토늄 가용성도 충분하여 오펜하이머는 이를 사용하지 않기로 결정했다. 대신, 폭발력을 대략적으로 측정하기 위해 무기에서 800 야드 (730 m) 떨어진 철탑 꼭대기에 놓였다. 결국 점보는 살아남았지만, 그 탑은 그렇지 못하여 점보가 폭발 실패 시 성공적으로 폭발을 억제했을 것이라는 믿음에 신빙성을 더했다.

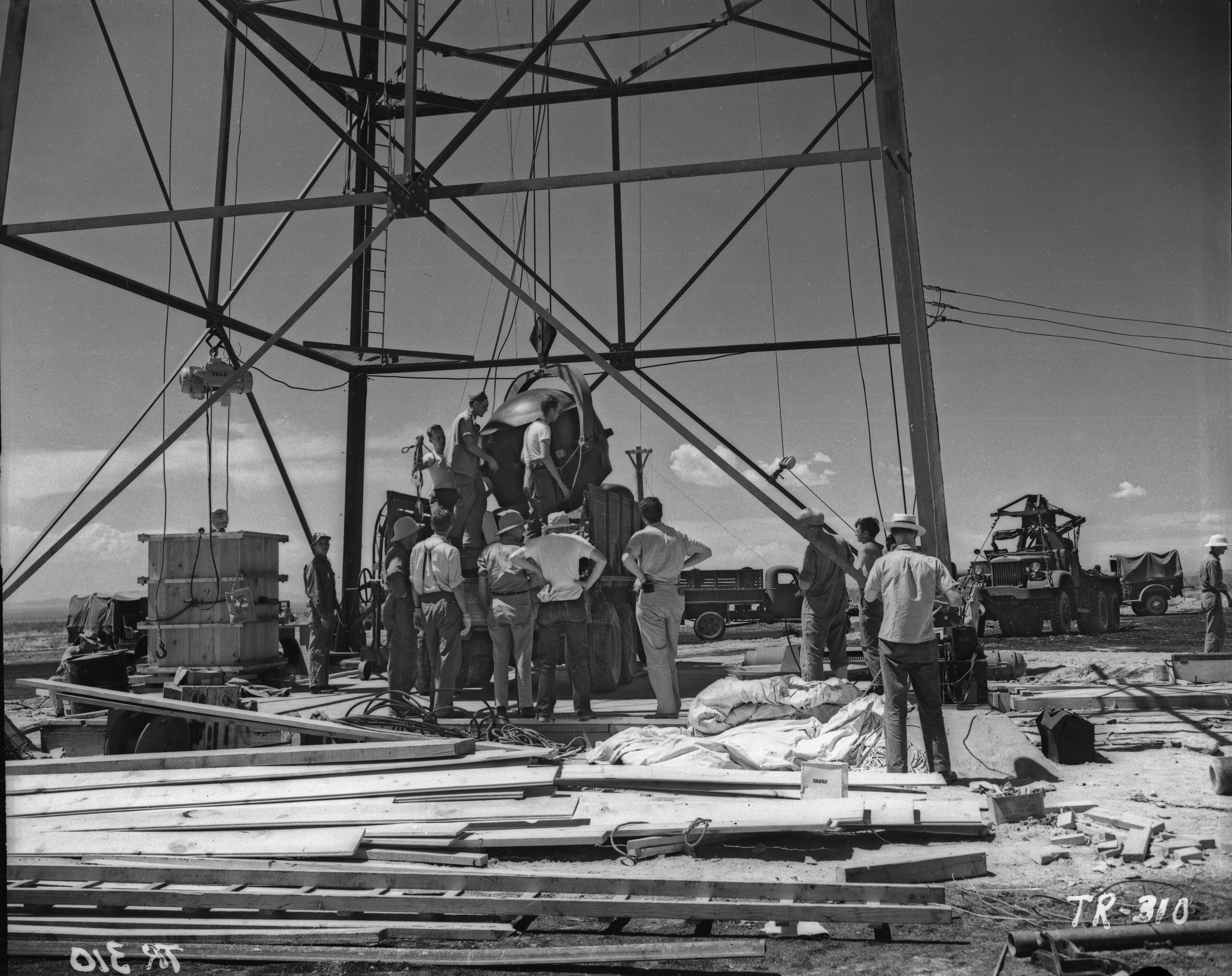
"가제트"의 폭발물이 최종 조립을 위해 탑 꼭대기로 올려졌다.

1945년 5월 7일에는 기구를 보정하기 위한 사전 폭발이 실시되었다. 지상폭발 지점으로부터 800 야드 (730 m) 떨어진 곳에 나무 시험대가 설치되었고, 핸퍼드 사이트에서 방사선을 조사한 우라늄 슬러그 형태의 핵분열 생성물을 폭발물 내부 튜브에 용해시켜 부어넣은 108 쇼트톤 (98 t)의 TNT가 쌓였다. 이 폭발은 오펜하이머와 그로브스의 새로운 부사령관인 토머스 패럴 준장에 의해 관찰되었다. 사전 시험은 트리니티 시험에 필수적인 데이터를 제공했다.
실제 시험을 위해 "가제트"라는 별명이 붙은 장치는 100-피트 (30 m) 높이의 철탑 꼭대기로 들어 올려졌는데, 그 높이에서 폭발하면 폭격기에서 투하될 때 무기가 어떻게 작동할지에 대한 더 나은 정보를 제공할 것이기 때문이었다. 공중 폭발은 목표물에 직접 가해지는 에너지를 최대화하고 낙진을 덜 생성했다. 가제트는 7월 13일 인근 맥도널드 랜치 하우스에서 노리스 브래드버리의 감독 아래 조립되었고, 다음 날 불안하게 타워 위로 들어 올려졌다. 참관인으로는 부시, 채드윅, 코넌트, 패럴, 페르미, 그로브스, 로렌스, 오펜하이머, 톨먼이 있었다.
1945년 7월 16일 05시 30분, 가제트는 약 20 킬로톤의 TNT에 해당하는 에너지로 폭발하여 사막에 폭 250 피트 (76 m) 너비의 트리니타이트(방사성 유리) 분화구를 남겼다. 충격파는 100 마일 (160 km) 이상 떨어진 곳에서도 느껴졌으며, 버섯 구름은 높이 7.5 마일 (12.1 km)에 달했다. 엘패소에서도 들렸기 때문에 그로브스는 앨러모고도 비행장에서 탄약고 폭발이 있었다는 은폐 이야기를 발표했다. 윌리엄 L. 로렌스는 맨해튼 프로젝트의 홍보 담당관으로 활동하며, 자신의 사망 시를 대비한 언론 보도 자료를 포함하여 은폐 이야기를 구성하는 데 도움을 주었다. 언론 성명은 미국 제2공군에서 발표되었다. 언론은 나중에 히로시마와 나가사키 폭격 이후 1945년 9월에 현장 방문을 요청받았다.

## 앨버타 프로젝트
앨버타 프로젝트(Project A라고도 함)는 1945년 3월에 파슨스의 O 부서에 속한 기존의 폭탄 준비 및 운반 작업을 담당하는 그룹들을 흡수하여 설립되었다. 여기에는 램지의 O-2 (운반) 그룹, 버치의 O-1 (총) 그룹, 베인브리지의 X-2 (개발, 공학 및 시험) 그룹, 브로드의 O-3 (신관 개발) 그룹, 조지 갤러웨이의 O-4 (공학) 그룹이 포함되었다. 그 역할은 폭탄 운반 노력을 지원하는 것이었다. 파슨스는 앨버타 프로젝트의 책임자가 되었고, 램지는 그의 과학 및 기술 부관, 애쉬워스는 그의 작전 장교 및 군사 대리인이 되었다. 앨버타 프로젝트는 총 51명의 육군, 해군 및 민간 인력으로 구성되었다. 앨버타 프로젝트 인원들이 행정적으로 배속된 제1 기술 서비스 분견대는 중령 피어 드 실바가 지휘했으며, 티니안에서 보안 및 주택 서비스를 제공했다. 폭탄 조립 팀은 두 개였는데, 노리스 브래드버리와 로저 워너 휘하의 팻 맨 조립 팀과 버치 휘하의 리틀 보이 조립 팀이 있었다. 필립 모리슨은 피트 크루의 책임자였고, 버나드 월드먼과 루이스 W. 앨버레즈는 공중 관측 팀을 이끌었으며, 셸던 다이크는 항공기 병기 팀을 책임졌다. 물리학자 로버트 서버와 윌리엄 페니, 그리고 의료 전문가인 미 육군 대위 제임스 F. 놀란은 특별 자문이었다. 앨버타 프로젝트의 모든 구성원은 임무에 자원했다.

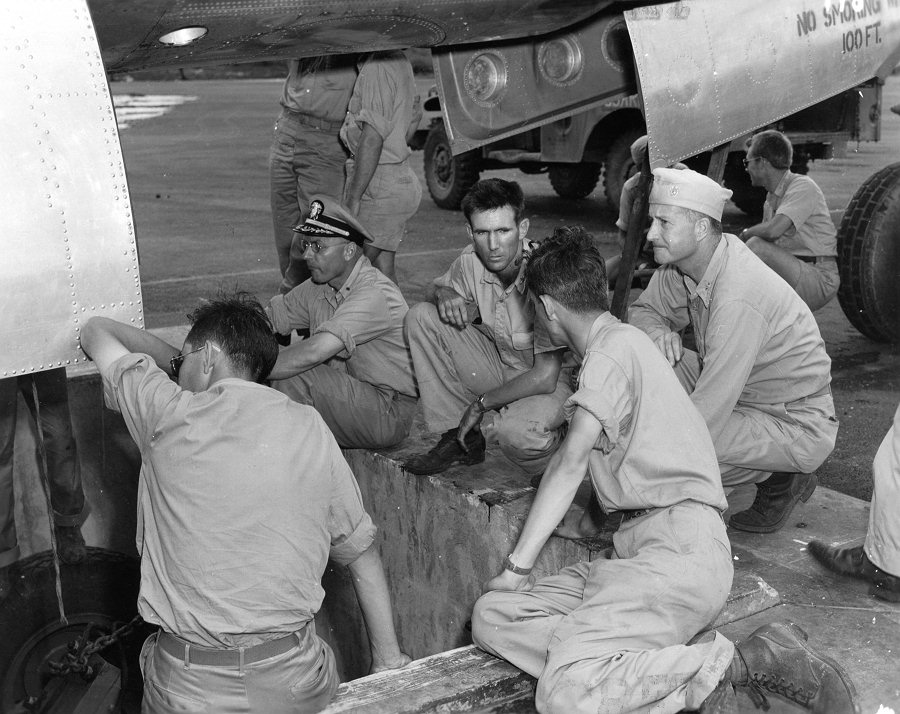
디크 파슨스(오른쪽)가 이놀라 게이에 리틀 보이 폭탄을 싣는 것을 감독하고 있다. 노먼 포스터 램지는 그의 왼쪽에 서 있으며, 카메라를 등지고 있다.

앨버타 프로젝트는 8월 1일까지 리틀 보이를 준비하고, 그 후 가능한 한 빨리 첫 팻 맨을 사용할 수 있도록 계획을 진행했다. 그동안 7월 20일부터 29일까지 일본 목표물에 대해 고폭탄 펌킨 폭탄을 사용하는 12번의 전투 임무가 수행되었는데, 이는 폭발물은 있지만 핵분열성 코어가 없는 팻 맨 버전이었다. 앨버타 프로젝트의 셸던 다이크와 마일로 볼스테드는 이 임무 중 일부에 참여했으며, 영국 관찰관 그룹 대위 레너드 체셔도 참여했다. 리틀 보이 사전 조립품 4개, L-1, L-2, L-5, L-6은 낙하 시험에서 소모되었다. 리틀 보이 팀은 7월 31일 실탄 폭탄을 완전히 조립하고 사용할 준비를 마쳤다. 작전 준비의 마지막 항목은 1945년 7월 29일에 이루어졌다. 공격 명령은 원수 조지 마셜이 포츠담 회담에 대통령 해리 S. 트루먼과 함께 있었기 때문에, 미국 육군참모총장 대리 토머스 T. 헨디의 서명으로 7월 25일 대장 칼 스파츠에게 내려졌다. 이 명령은 히로시마시, 고쿠라시, 니가타, 나가사키시의 네 가지 목표를 지정했으며, "8월 3일경 날씨가 허락하는 대로" 공격을 개시하도록 명령했다.
팻 맨 장치의 조립은 고폭탄, 피트, 신관, 발사 팀의 인력이 참여하는 복잡한 작업이었다. 조립 건물이 과밀화되어 사고를 유발하는 것을 방지하기 위해 파슨스는 한 번에 건물 내부에 허용되는 인원 수를 제한했다. 특정 작업을 수행하기 위해 기다리는 인원은 건물 밖에서 차례를 기다려야 했다. F13으로 알려진 첫 번째 팻 맨 사전 조립품은 7월 31일까지 조립되었고, 다음 날 낙하 시험에서 소모되었다. 이어서 8월 4일 F18이 뒤따랐고, 다음 날 투하되었다. 팻 맨 사전 조립품 세 세트인 F31, F32, F33은 8월 2일 제509 혼성 비행단과 제216 육군 항공대 기지 부대의 B-29에 실려 도착했다. 검사 결과, F32의 고폭 블록은 심하게 금이 가 있어 사용할 수 없었다. 나머지 두 개는 조립되었으며, F33은 예행 연습용으로, F31은 작전용으로 지정되었다.

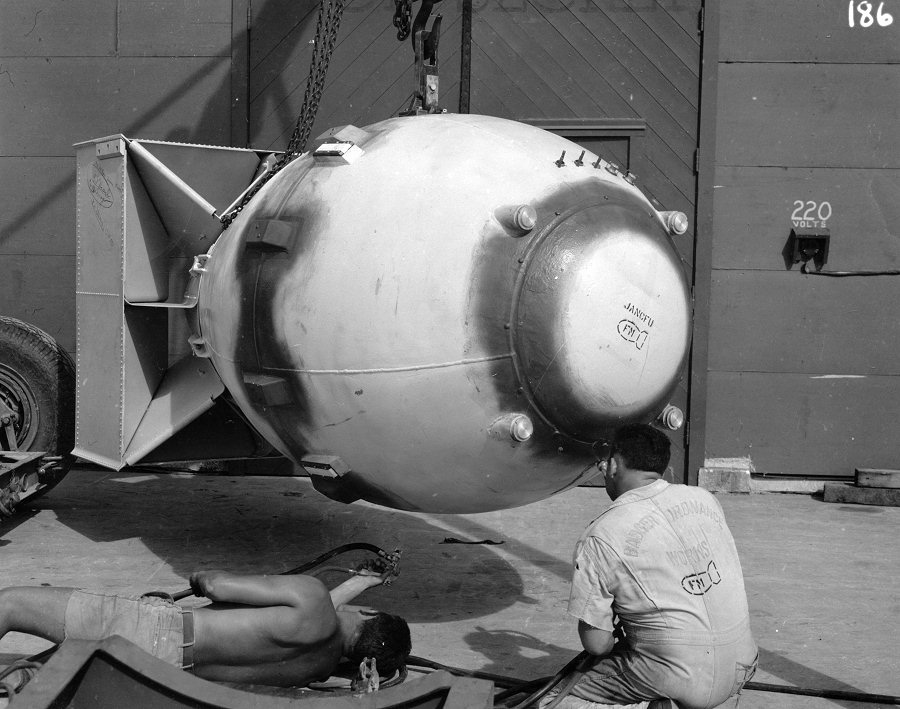
티니안에서 팻 맨 폭탄이 케이스의 이음새에 액체 아스팔트 실란트를 분사하며 준비되고 있다.

파슨스는 무기 전문가로서 히로시마 임무를 지휘했다. 그는 제1 병기 비행대대의 모리스 R. 젭슨 소위와 함께 비행 중에 이놀라 게이의 폭탄창에 리틀 보이의 화약 봉지를 삽입했다. 목표 접근을 위해 고도를 높이기 전에 젭슨은 내부 배터리와 발사 메커니즘의 전기 커넥터 사이에 있는 세 개의 안전 플러그를 녹색에서 빨간색으로 바꿨다. 폭탄은 완전히 무장되었다. 젭슨은 회로를 모니터링했다. 앨버타 프로젝트의 다른 4명의 구성원도 히로시마 임무에 참여했다. 루이스 월터 앨버레즈, 해롤드 아그뉴, 로렌스 H. 존스턴은 계측 항공기인 그레이트 아티스트 (B-29)에 탑승했다. 그들은 폭발력을 측정하기 위해 "뱅미터" 용기를 투하했지만, 당시에는 이를 사용하여 폭발력을 계산하지 않았다. 버나드 월드먼은 네세세리 이블 (항공기) 관측 항공기의 카메라 조작사였다. 그는 폭발을 기록하기 위해 6초 분량의 필름이 장착된 특수 고속 파스타스 영화 카메라를 가지고 있었다. 월드먼은 카메라 셔터를 여는 것을 잊어 필름이 노출되지 않았다. 팀의 다른 구성원들은 이놀라 게이가 그곳에 강제 착륙할 경우에 대비하여 이오섬으로 비행했지만, 그럴 필요는 없었다.
퍼넬, 파슨스, 폴 티비츠, 스파츠, 커티스 르메이는 히로시마 공격 다음 날인 8월 7일 괌에서 만나 다음 조치를 논의했다. 파슨스는 앨버타 프로젝트가 원래 계획대로 8월 11일까지 팻 맨 폭탄을 준비할 수 있다고 말했지만, 티비츠는 그날 폭풍으로 인해 비행 조건이 좋지 않을 것이라는 일기 예보를 지적하며 8월 9일까지 준비될 수 있는지 물었다. 파슨스는 그렇게 하겠다고 동의했다. 이 임무에서 애쉬워스는 무기 전문가였고, 제1 병기 비행대대 필립 M. 반스 중위가 복스카 B-29의 보조 무기 전문가였다. 월터 굿맨과 로렌스 H. 존스턴은 계측 항공기인 더 그레이트 아티스트에 탑승했다. 레너드 체셔와 윌리엄 페니는 관측 항공기인 빅 스팅크 (B-29)에 탑승했다. 로버트 서버는 탑승하기로 되어 있었지만 낙하산을 잊어버려 항공기 사령관에 의해 남겨졌다.

## 건강과 안전

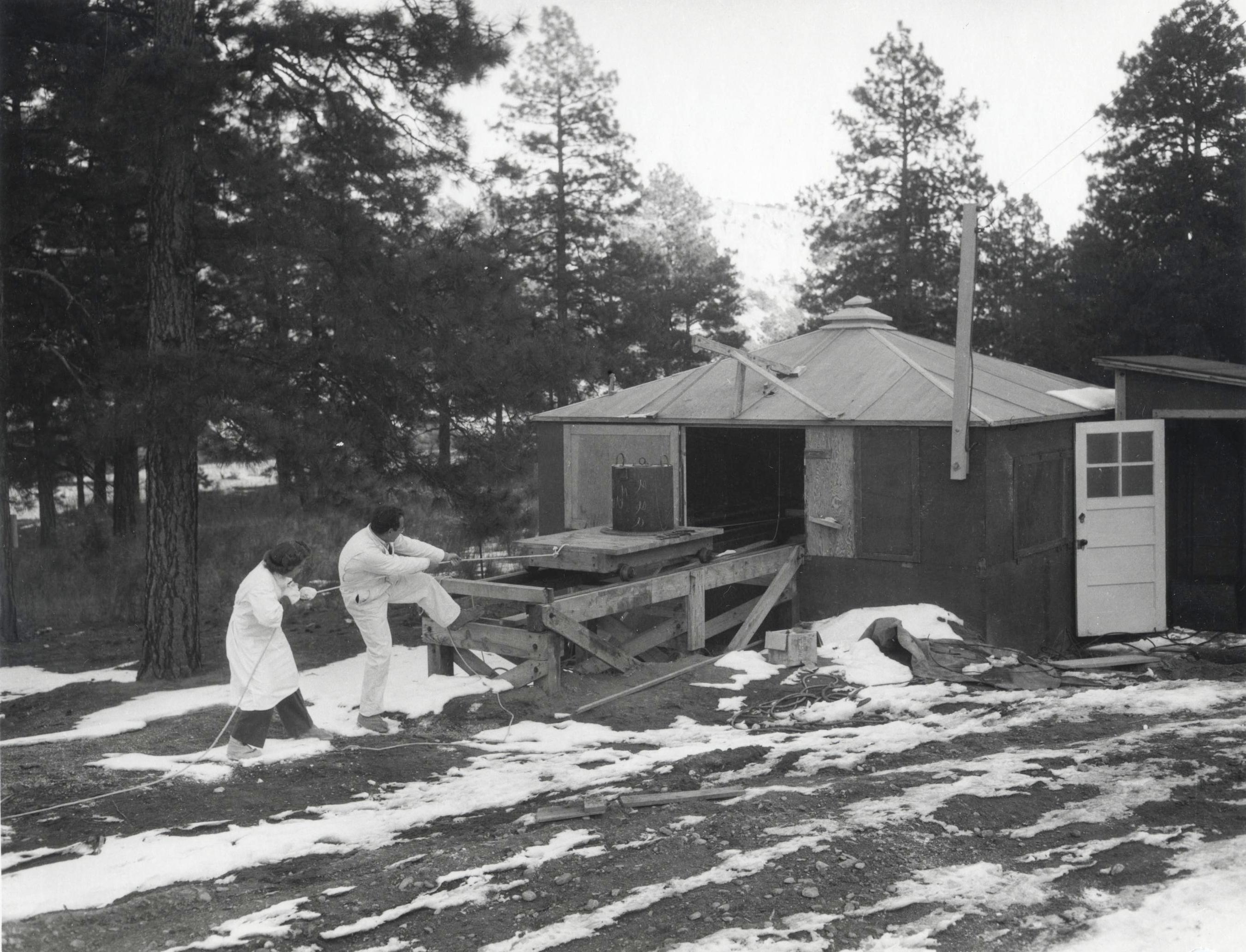
로스앨러모스 라라 실험을 위한 킬리퀴리 방사성 란타늄 원격 조작

로스앨러모스에서는 미국 육군 의무대의 제임스 F. 놀란 대위의 지휘 아래 의료 프로그램이 설립되었다. 초기에는 민간인을 위한 5병상 소규모 진료소와 군인을 위한 3병상 소규모 진료소가 설치되었다. 더 심각한 사례는 산타페의 육군 브런스 종합병원에서 처리되었지만, 긴 이동 시간으로 인한 시간 손실과 보안 위험 때문에 곧 불만족스럽게 여겨졌다. 놀란은 진료소를 통합하고 60병상 병원으로 확장할 것을 권고했다. 54병상 병원은 1944년에 개원했으며, 육군 인력이 배치되었다. 치과 의사는 1944년 3월에 도착했다. 미국 육군 수의무대 장교인 J. 스티븐슨 대위는 이미 경비견들을 돌보기 위해 배치되어 있었다.
의료 연구를 위한 실험실 시설은 제한적이었지만, 주로 사고의 결과로 방사선 노출의 영향, 금속, 특히 플루토늄과 베릴륨의 흡수 및 독성 영향에 대한 일부 연구가 수행되었다. 보건 그룹은 1945년 초에 실험실 작업자들의 소변 검사를 시작했으며, 이 중 많은 검사에서 위험한 수준의 플루토늄이 나타났다. 워터 보일러 작업 또한 때때로 작업자들을 위험한 핵분열 생성물에 노출시켰다. 1943년 개원부터 1946년 9월까지 로스앨러모스에서는 24건의 치명적인 사고가 발생했으며, 대부분 건설 노동자와 관련이 있었다. 해리 더그힐란과 루이스 슬로틴을 포함한 4명의 과학자가 악마 핵과 관련된 임계사고로 사망했다.

## 보안
1945년 3월 10일, 일본의 풍선 폭탄이 전력선을 강타했고, 그로 인한 전력 서지로 인해 핸퍼드 부지의 맨해튼 프로젝트 원자로가 일시적으로 폐쇄되었다. 이는 로스앨러모스에서 이 부지가 공격을 받을 수도 있다는 큰 우려를 불러일으켰다. 어느 날 밤 모두가 하늘의 이상한 빛을 응시했다. 오펜하이머는 나중에 이것이 "과학자 집단조차도 제안과 히스테리의 오류에 면역되지 않는다"는 것을 보여주었다고 회상했다.
너무나 많은 사람이 관련되어 있었기 때문에 보안은 어려운 과제였다. 맨해튼 프로젝트의 보안 문제를 처리하기 위해 특별 방첩대가 조직되었다. 1943년까지는 소련이 프로젝트에 침투하려 한다는 것이 분명해졌다. 가장 성공적인 소련 스파이는 영국 임무단의 클라우스 푸크스였다. 1950년 그의 간첩 활동 폭로는 미국과 영국, 캐나다의 핵 협력에 피해를 입혔다. 이후 다른 간첩 행위들이 드러나 해리 골드, 데이비드 그린글래스, 에셀과 줄리어스 로젠버그의 체포로 이어졌다. 시어도어 홀과 같은 다른 스파이들은 수십 년 동안 알려지지 않았다.

## 전후

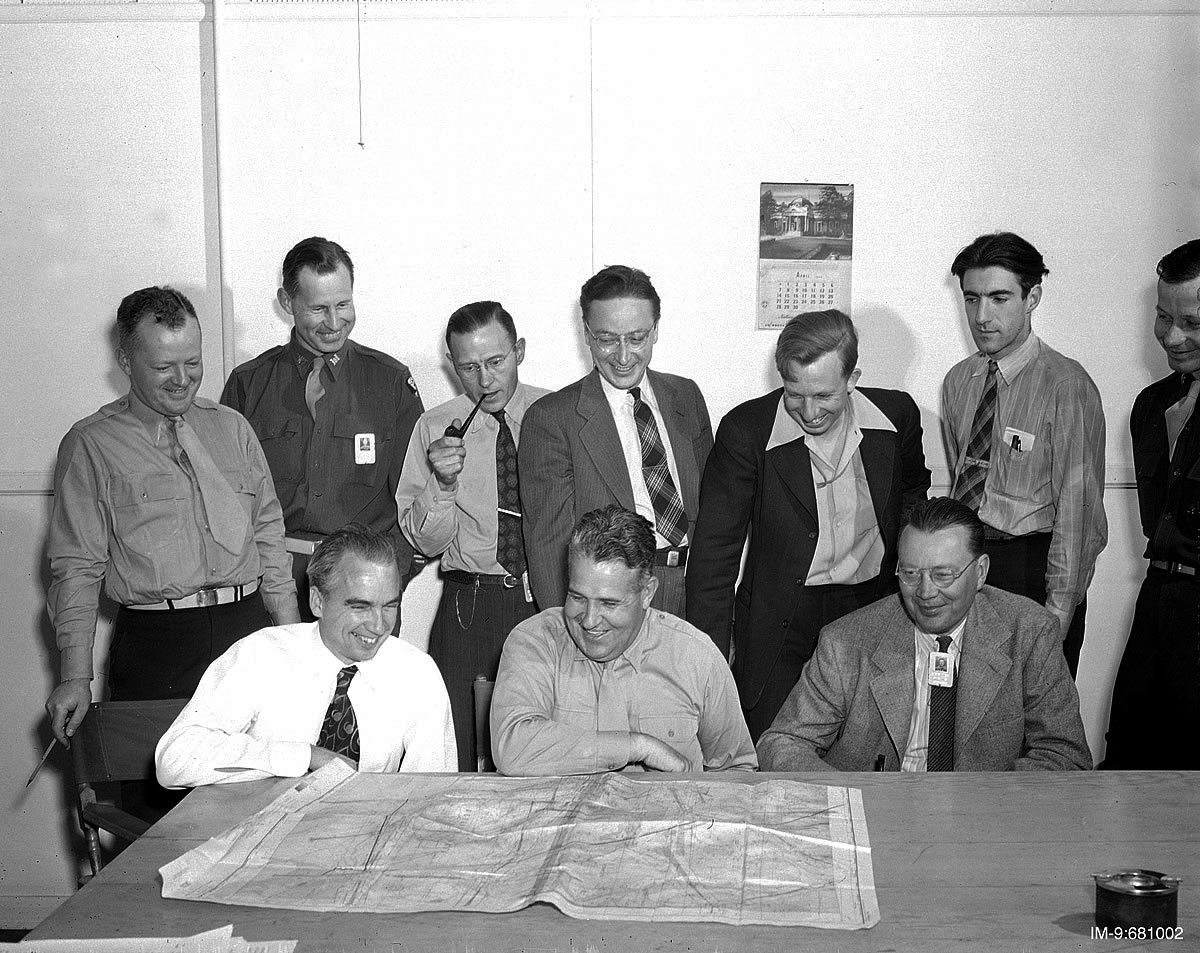
브래드버리(왼쪽)가 1947년 4월 미군 특수 무기 프로젝트의 레슬리 그로브스(가운데)와 에릭 제트(오른쪽)와 함께 새로운 연구소 부지 및 영구 주택 계획을 검토하고 있다. 라일 E. 시맨 대령은 브래드버리 뒤 왼쪽에서 두 번째에 서 있다.

1945년 8월 14일 전쟁이 끝난 후, 오펜하이머는 그로브스에게 로스앨러모스 연구소 소장직을 사임할 의사를 통보했지만, 적합한 후임자를 찾을 때까지 남아 있기로 동의했다. 그로브스는 견고한 학문적 배경과 프로젝트 내에서의 높은 지위를 모두 가진 사람을 원했다. 오펜하이머는 노리스 브래드버리를 추천했다. 그로브스는 브래드버리가 해군 장교로서 군인이자 과학자라는 사실을 좋아하여 이에 동의했다. 브래드버리는 6개월 시험 기간 조건으로 제안을 수락했다. 그로브스는 9월 18일 부서장 회의에서 이를 발표했다. 파슨스는 브래드버리가 해군에서 신속히 제대하도록 주선했고, 해군은 그의 전시 복무에 대해 훈공장을 수여했다. 그는 해군 예비역에 남았고, 결국 1961년에 대위 계급으로 은퇴했다. 1945년 10월 16일, 로스앨러모스에서 그로브스가 연구소에 Army-Navy "E" Award를 수여하고 오펜하이머에게 감사 증서를 수여하는 행사가 열렸다. 브래드버리는 다음 날 연구소의 두 번째 소장이 되었다.
브래드버리 소장 취임 초기 몇 달은 특히 힘들었다. 그는 1946년 원자력법이 의회를 통과하여 전시 맨해튼 프로젝트가 새롭고 영구적인 조직으로 대체되기를 바랐다. 그러나 이는 6개월 이상 걸릴 것이 분명해졌다. 해리 S. 트루먼 대통령은 미국 원자력위원회를 창설하는 법에 1946년 8월 1일이 되어서야 서명했으며, 이는 1947년 1월 1일이 되어서야 발효되었다. 그동안 그로브스의 법적 권한은 제한적이었다.
로스앨러모스의 대부분의 과학자들은 자신들의 연구소와 대학교로 돌아가기를 열망했으며, 1946년 2월까지 모든 전시 부서장들이 떠났지만, 유능한 핵심 인력은 남아 있었다. 다롤 프로만은 로버트 바처의 G 부서(현재 M 부서로 개명)의 책임자가 되었다. 에릭 제트는 화학 및 야금을, 존 H. 맨리는 물리학을, 조지 플라체크는 이론을, 맥스 로이는 폭발물을, 로저 와그너는 병기를 담당하게 되었다. Z 부서는 1945년 7월에 시험, 비축 및 폭탄 조립 활동을 통제하기 위해 창설되었다. 1945년 10월 17일 MIT로 돌아갈 때까지의 책임자였던 제로이드 R. 자카리아스의 이름을 따서 명명되었으며, 그 후 로저 S. 워너가 뒤를 이었다. 이 부서는 1946년 3월에서 7월 사이에 샌디아 기지로 이전했으며, 1947년 2월에 이동한 Z-4 (기계 공학) 그룹만 제외되었다.
로스앨러모스 연구소의 인력은 전시 최고치인 3,000명 이상에서 약 1,000명으로 급감했지만, 많은 사람들이 여전히 기준 미달의 임시 전시 숙소에서 살고 있었다. 줄어든 인력에도 불구하고 브래드버리는 태평양 핵 실험인 크로스로드 작전을 계속 지원해야 했다. 랄프 A. 소여가 기술 이사로 임명되었고, B 부서의 마셜 홀로웨이와 Z 부서의 로저 워너가 부이사가 되었다. 로스앨러모스 연구소 인력을 위해 USS 컴버랜드 사운드 (AV-17)와 USS 앨베말 (AV-5) 두 척의 선박이 배정되었다. 크로스로드 작전으로 로스앨러모스 연구소는 100만 달러 이상의 비용과 150명(인력의 약 8분의 1)의 9개월간의 봉사 활동이 소요되었다. 미국은 1946년 중반에 약 10개의 원자폭탄만을 보유하고 있었고, 비축량의 약 5분의 1이 소모되었다.
로스앨러모스 연구소는 1947년 1월 로스앨러모스 과학 연구소가 되었다. 1943년에 협상된 캘리포니아 대학교와의 계약은 대학교가 적대 행위 종료 후 3개월 이내에 계약을 해지할 수 있도록 허용했으며, 대학교는 통지했다. 캘리포니아 주 외부에서 연구소를 운영하는 것에 대한 우려가 있었다. 대학교는 통지를 철회하도록 설득되었고, 운영 계약은 1948년 7월까지 연장되었다. 브래드버리는 1970년까지 소장으로 재직했다. 1946년 말까지 프로젝트 Y의 총 비용은 5,788만 달러(현재 가치로 $770백만 달러)였다.

## 내용주
1. ↑  (영어) 미국 국립공원관리청 (9 7월 2010). “National Register Information System”. 《미국 국립사적지》.
2. ↑  Compton 1956, 14쪽.
3. ↑  Rhodes 1986, 251–254쪽.
4. ↑  Hahn, O.; Strassmann, F. (1939). 《Über den Nachweis und das Verhalten der bei der Bestrahlung des Urans mittels Neutronen entstehenden Erdalkalimetalle》 [On the detection and characteristics of the alkaline earth metals formed by irradiation of uranium with neutrons]. 《Die Naturwissenschaften》 27. 11–15쪽. Bibcode:1939NW.....27...11H. doi:10.1007/BF01488241. S2CID 5920336.
5. ↑  Rhodes 1986, 256–263쪽.
6. ↑  Meitner, Lise; Frisch, O. R. (1939). 《Disintegration of Uranium by Neutrons: a New Type of Nuclear Reaction》. 《Nature》 143. 239–240쪽. Bibcode:1939Natur.143..239M. doi:10.1038/143239a0. S2CID 4113262. 2019년 4월 28일에 원본 문서에서 보존된 문서. 2016년 8월 19일에 확인함.
7. ↑  Hewlett & Anderson 1962, 29쪽.
8. ↑  Jones 1985, 12쪽.
9. ↑  Gowing 1964, 39–43, 407쪽.
10. ↑  Gowing 1964, 43–45쪽.
11. ↑  Gowing 1964, 78쪽.
12. ↑  Gowing 1964, 107–109쪽.
13. ↑  Rhodes 1986, 372쪽.
14. ↑  Hewlett & Anderson 1962, 43–44쪽.
15. ↑  Oliphant, M. L. E.; Shire, E. S.; Crowther, B. M. (1934년 10월 15일). 《Separation of the Isotopes of Lithium and Some Nuclear Transformations Observed with Them》. 《왕립학회보》 146. 922–929쪽. Bibcode:1934RSPSA.146..922O. doi:10.1098/rspa.1934.0197.
16. ↑  Hewlett & Anderson 1962, 46–47쪽.
17. ↑  Hewlett & Anderson 1962, 50–51쪽.
18. ↑  Compton 1956, 86쪽.
19. ↑  Monk 2012, 312–315쪽.
20. 1 2  Hewlett & Anderson 1962, 103쪽.
21. ↑  Compton 1956, 125–127쪽.
22. ↑  Monk 2012, 315–316쪽.
23. ↑  Hoddeson 외. 1993, 42–44쪽.
24. ↑  Hewlett & Anderson 1962, 33–35쪽.
25. ↑  Serber & Rhodes 1992, 21쪽.
26. ↑  Hoddeson 외. 1993, 54–56쪽.
27. ↑  Rhodes 1986, 417쪽.
28. ↑  Hoddeson 외. 1993, 44–45쪽.
29. ↑  Bethe 1991, 30쪽.
30. ↑  Rhodes 1986, 419쪽.
31. ↑  Konopinski, E. J; Marvin, C.; Teller, Edward (1946). “Ignition of the Atmosphere with Nuclear Bombs” (PDF). Los Alamos National Laboratory. 2005년 4월 18일에 원본 문서 (PDF)에서 보존된 문서. 2008년 11월 23일에 확인함.
32. ↑  Monk 2012, 321쪽.
33. 1 2  Monk 2012, 325쪽.
34. 1 2  Jones 1985, 82–83쪽.
35. ↑  Jones 1985, 77쪽.
36. ↑  Groves 1962, 60–61쪽.
37. ↑  Nichols 1987, 73쪽.
38. 1 2  Jones 1985, 87쪽.
39. 1 2  Groves 1962, 61–63쪽.
40. ↑  “FBI file: Katherine Oppenheimer”. 연방수사국. 1944년 5월 23일. 2쪽. 2013년 5월 25일에 원본 문서 (PDF)에서 보존된 문서. 2013년 12월 16일에 확인함.
41. ↑  Monk 2012, 234–236쪽.
42. ↑  “The Brothers”. 《Time》. 1949년 6월 27일. 2007년 11월 21일에 원본 문서에서 보존된 문서. 2008년 5월 22일에 확인함.
43. 1 2 3  Jones 1985, 83–84쪽.
44. ↑  Groves 1962, 64–65쪽.
45. ↑  Truslow 1973, 2쪽.
46. ↑  Fine & Remington 1972, 664–665쪽.
47. ↑  “50th Anniversary Article: Oppenheimer's Better Idea: Ranch School Becomes Arsenal of Democracy”. Los Alamos National Laboratory. 2011년 4월 20일에 원본 문서에서 보존된 문서. 2011년 4월 6일에 확인함.
48. ↑  Groves 1962, 66–67쪽.
49. 1 2  Jones 1985, 328–331쪽.
50. ↑  “Secretary of Agriculture granting use of land for Demolition Range” (PDF). Los Alamos National Laboratory. 1943년 4월 8일. 2011년 4월 20일에 원본 문서 (PDF)에서 보존된 문서. 2011년 4월 6일에 확인함.
51. ↑  Manhattan District 1947a, 3.6쪽.
52. ↑  Yardley, Jim (2001년 8월 27일). “Land for Los Alamos Lab Taken Unfairly, Heirs Say”. 《뉴욕 타임스》. 2020년 3월 14일에 원본 문서에서 보존된 문서. 2016년 8월 25일에 확인함.
53. 1 2 3 4  Manhattan District 1947a, S3쪽.
54. ↑  Manhattan District 1947a, 3.3쪽.
55. ↑  Manhattan District 1947a, 2.7쪽.
56. ↑  Manhattan District 1947a, s4쪽.
57. 1 2 3 4  Hunner 2004, 31–32쪽.
58. ↑  Manhattan District 1947a, S5–S6쪽.
59. ↑  Manhattan District 1947a, S19쪽.
60. ↑  Manhattan District 1947a, 7.15쪽.
61. ↑  Hunner 2004, 40–41쪽.
62. ↑  Monk 2012, 339쪽.
63. ↑  Hunner 2004, 193쪽.
64. ↑  Christman 1998, 118쪽.
65. ↑  Jones 1985, 469쪽.
66. ↑  Nichols 1987, 59, 175쪽.
67. ↑  Manhattan District 1947a, S9쪽.
68. 1 2  Manhattan District 1947a, S8쪽.
69. ↑  Manhattan District 1947a, S16쪽.
70. ↑  Manhattan District 1947a, 6.65–6.66쪽.
71. 1 2  Manhattan District 1947a, S6–S8쪽.
72. ↑  Hunner 2004, 92–94쪽.
73. ↑  Hunner 2004, 29쪽.
74. ↑  Jones 1985, 474–475쪽.
75. ↑  Chambers 1999, 4–7쪽.
76. ↑  Chambers 1999, 41–49쪽.
77. ↑  Hewlett & Anderson 1962, 230–232쪽.
78. 1 2  Hawkins 1961, 5쪽.
79. ↑  “J. A. Duane Muncy Last Rites Are Scheduled for Tomorrow”. 《Oakland Tribune》 160 (165). 1954년 6월 14일. 35면. 2025년 5월 27일에 확인함.
80. 1 2 3 4  Manhattan District 1947a, 7.1–7.2쪽.
81. 1 2  Jones 1985, 86쪽.
82. ↑  Hunner 2004, 16쪽.
83. ↑  Hunner 2004, 50쪽.
84. 1 2  Groves 1962, 153–154쪽.
85. ↑  Manhattan District 1947a, 6.33–6.34쪽.
86. 1 2 3 4  Manhattan District 1947a, 7.2–7.5쪽.
87. ↑  Hawkins 1961, 43쪽.
88. 1 2  Hawkins 1961, 5–6쪽.
89. ↑  Conant 2005, 23쪽.
90. ↑  Groves 1962, 153쪽.
91. 1 2  Manhattan District 1947a, 5.23–5.24쪽.
92. ↑  Hoddeson 외. 1993, 109쪽.
93. 1 2  Hoddeson 외. 1993, 99–100쪽.
94. ↑  Howes & Herzenberg 1999, 43–45쪽.
95. ↑  “Obituary: Lady Titterton, 1921–1995”. 《캔버라 타임스》 (National Library of Australia). 1995년 10월 23일. 2면. 2020년 3월 14일에 원본 문서에서 보존된 문서. 2014년 12월 21일에 확인함.
96. ↑  Hawkins 1961, 180쪽.
97. ↑  Steeper 2003, 1–3쪽.
98. ↑  Conant 2005, 84–85쪽.
99. ↑  Hawkins 1961, 32, 36쪽.
100. ↑  Hoddeson 외. 1993, 92쪽.
101. ↑  Hawkins 1961, 84, 101, 124, 148쪽.
102. ↑  Hoddeson 외. 1993, 93–94쪽.
103. 1 2  Hawkins 1961, 27–30쪽.
104. ↑  Sharp, D.H. (1984). 《An Overview of Rayleigh-Taylor Instability》. 《Physica D》 12. 3–18쪽. Bibcode:1984PhyD...12....3S. doi:10.1016/0167-2789(84)90510-4. OSTI 5913007. 2020년 8월 7일에 원본 문서에서 보존된 문서. 2019년 12월 6일에 확인함.
105. ↑  Szasz 1992, 18–19쪽.
106. ↑  Szasz 1992, 46–49쪽.
107. ↑  Truslow & Smith 1961, 3쪽.
108. ↑  Hoddeson 외. 1993, 111–114쪽.
109. ↑  Hawkins 1961, 74–75쪽.
110. ↑  Serber & Crease 1998, 104쪽.
111. 1 2  Hoddeson 외. 1993, 75–78쪽.
112. ↑  Hawkins 1961, 85–88쪽.
113. 1 2  Hoddeson 외. 1993, 183–184쪽.
114. 1 2  Hawkins 1961, 103–104쪽.
115. ↑  Hoddeson 외. 1993, 78–80쪽.
116. ↑  “Ernest William Titterton 1916–1990”. 호주 과학 아카데미. 2019년 3월 6일에 원본 문서에서 보존된 문서. 2016년 8월 28일에 확인함.
117. ↑  Hawkins 1961, 98–99쪽.
118. 1 2  Hawkins 1961, 124–125쪽.
119. ↑  Hoddeson 외. 1993, 82–85쪽.
120. ↑  Groves 1962, 163쪽 "Review Committee의 작업에서 [에드윈 L.] 로즈가 Thin Man과 관련하여 총의 내구성이 성공에 전혀 중요하지 않으며 어차피 폭발로 파괴될 것이라고 지적했을 때 중요한 기술적 기여가 나왔다. 일단 언급되면 자명해 보였지만, 이전에는 우리에게 떠오르지 않았다. 이제 우리는 Thin Man의 크기와 무게에 대한 추정치를 대폭 줄일 수 있었다. 따라서 총형 폭탄은 초기에 군사적으로 실용적이 되었고, 이에 대한 작업은 질서 있고 너무 서두르지 않는 방식으로 진행될 수 있었다."
121. ↑  Hawkins 1961, 127–128쪽.
122. ↑  Hoddeson 외. 1993, 114–115쪽.
123. ↑  Hawkins & Hawkins 1961, 129–134쪽.
124. ↑  Hawkins 1961, 129–134쪽.
125. ↑  Ramsey 2012, 344–345쪽.
126. ↑  Hewlett & Anderson 1962, 109쪽.
127. ↑  Hewlett & Anderson 1962, 211쪽.
128. ↑  Baker, Hecker & Harbur 1983, 141쪽.
129. ↑  Hoddeson 외. 1993, 220–221쪽.
130. ↑  Hoddeson 외. 1993, 223–227쪽.
131. ↑  Baker, Hecker & Harbur 1983, 146쪽.
132. ↑  Bohr, Niels; Wheeler, John Archibald (September 1939). 《The Mechanism of Nuclear Fission》. 《피지컬 리뷰》 56 (American Physical Society). 426–450쪽. Bibcode:1939PhRv...56..426B. doi:10.1103/PhysRev.56.426.
133. ↑  Libby, W. F. (1939). 《Stability of Uranium and Thorium for Natural Fission》. 《피지컬 리뷰》 55. 1269쪽. Bibcode:1939PhRv...55..1269L. doi:10.1103/PhysRev.55.1269.
134. ↑  Frisch 1979, 129쪽.
135. ↑  Scharff-Goldhaber, G.; Klaiber, G. S. (1946). 《Spontaneous Emission of Neutrons from Uranium》. 《피지컬 리뷰》 70. 229쪽. Bibcode:1946PhRv...70..229S. doi:10.1103/PhysRev.70.229.2.
136. ↑  Hewlett & Anderson 1962, 250–251쪽.
137. ↑  Segrè, Emilio (1952). 《Spontaneous Fission》. 《Physical Review》 86. 21–28쪽. Bibcode:1952PhRv...86...21S. doi:10.1103/PhysRev.86.21. The number of neutrons emitted per spontaneous fission of uranium-238 has also been measured and found to be 2.2±0.3.
138. ↑  Hoddeson 외. 1993, 229–233쪽.
139. ↑  Hoddeson 외. 1993, 233–237쪽.
140. ↑  Hewlett & Anderson 1962, 241쪽.
141. ↑  Hoddeson 외. 1993, 233–239쪽.
142. ↑  Hoddeson 외. 1993, 243–245쪽.
143. ↑  Hoddeson 외. 1993, 242–244쪽.
144. 1 2  Hoddeson 외. 1993, 86–90쪽.
145. ↑  Hewlett & Anderson 1962, 312–313쪽.
146. ↑  Hawkins 1961, 74쪽.
147. ↑  Hoddeson 외. 1993, 129–130쪽.
148. ↑  Hoddeson 외. 1993, 130–133쪽.
149. ↑  Hoddeson 외. 1993, 137–139쪽.
150. ↑  Oppenheimer, J. Robert (1944년 7월 18일). “Memo to General Leslie Groves” (PDF). Opennet (Department of Energy), Accession No. ALMD4407152167. 2023년 12월 4일에 원본 문서 (PDF)에서 보존된 문서. 2023년 10월 20일에 확인함.
151. ↑  Hoddeson 외. 1993, 245–248쪽.
152. ↑  Hewlett & Anderson 1962, 311쪽.
153. ↑  Hoddeson 외. 1993, 245쪽.
154. ↑  Hawkins 1961, 84쪽.
155. ↑  Hoddeson 외. 1993, 162쪽.
156. ↑  Hawkins 1961, 214–215쪽.
157. 1 2  Hoddeson 외. 1993, 294–296쪽.
158. ↑  Hoddeson 외. 1993, 161, 270–271, 307–308쪽.
159. ↑  Hoddeson 외. 1993, 299쪽.
160. 1 2 3  Hansen (1995b), V-123쪽.
161. ↑  Rhodes 1995, 195쪽.
162. ↑  Hoddeson 외. 1993, 301–307쪽.
163. ↑  Hoddeson 외. 1993, 148–154쪽.
164. ↑  Hawkins 1961, 203쪽.
165. ↑  Hansen 1995a, I-298쪽.
166. ↑  Hewlett & Anderson 1962, 235쪽.
167. ↑  Gilbert 1969, 3–4쪽.
168. ↑  Hoddeson 외. 1993, 308–310쪽.
169. ↑  Hoddeson 외. 1993, 288쪽.
170. ↑  Hoddeson 외. 1993, 290쪽.
171. ↑  Hoddeson 외. 1993, 330–331쪽.
172. ↑  Hoddeson 외. 1993, 250쪽.
173. ↑  Hawkins 1961, 221쪽.
174. ↑  Hawkins 1961, 223쪽.
175. ↑  Rhodes 1986, 541쪽.
176. ↑  Hoddeson 외. 1993, 218–219쪽.
177. ↑  Jones 1985, 143쪽.
178. ↑  Hoddeson 외. 1993, 210–211쪽.
179. ↑  Hoddeson 외. 1993, 181쪽.
180. 1 2  Hoddeson 외. 1993, 210–213쪽.
181. ↑  Hawkins 1961, 148쪽.
182. ↑  Hoddeson 외. 1993, 252쪽.
183. 1 2 3  Hawkins 1961, 224–225쪽.
184. ↑  Hoddeson 외. 1993, 257쪽.
185. ↑  Hoddeson 외. 1993, 255–256쪽.
186. ↑  Hoddeson 외. 1993, 262쪽.
187. 1 2 3  Hoddeson 외. 1993, 265쪽.
188. ↑  Coster-Mullen 2012, 30쪽.
189. ↑  Hansen 1995b, 111–112쪽.
190. ↑  Hoddeson 외. 1993, 293쪽.
191. 1 2  Hansen 1995b, 113쪽.
192. ↑  Hoddeson 외. 1993, 333쪽.
193. 1 2  Bunker 1983, 124–125쪽.
194. 1 2  Hawkins 1961, 116–120쪽.
195. ↑  Hawkins 1961, 165–166쪽.
196. 1 2 3 4  Hoddeson 외. 1993, 199–203쪽.
197. ↑  Hoddeson 외. 1993, 88쪽.
198. ↑  Hawkins 1961, 101쪽.
199. ↑  Hawkins 1961, 162–163쪽.
200. ↑  Hawkins 1961, 213쪽.
201. ↑  “Neutron Sources”. Nuclear Power. 2016년 11월 12일에 원본 문서에서 보존된 문서. 2016년 11월 12일에 확인함.
202. ↑  Hawkins 1961, 218–219쪽.
203. 1 2 3  Hawkins 1961, 95–98쪽.
204. 1 2  Hoddeson 외. 1993, 203–204쪽.
205. ↑  Dash 1973, 296–299쪽.
206. ↑  Hawkins 1961, 214–216쪽.
207. ↑  Truslow & Smith 1961, 60쪽.
208. 1 2  “American Experience . Race for the Superbomb . Super Conference”. PBS. 2016년 8월 28일에 원본 문서에서 보존된 문서. 2016년 8월 28일에 확인함.
209. ↑  Hewlett & Anderson 1962, 631–632쪽.
210. ↑  Jones 1985, 465쪽.
211. ↑  Hewlett & Anderson 1962, 318–319쪽.
212. ↑  Jones 1985, 478–481쪽.
213. ↑  Hoddeson 외. 1993, 174–175쪽.
214. ↑  Hoddeson 외. 1993, 365–367쪽.
215. 1 2  Jones 1985, 512쪽.
216. ↑  Hoddeson 외. 1993, 360–362쪽.
217. ↑  Hoddeson 외. 1993, 367–370쪽.
218. 1 2  Jones 1985, 514–517쪽.
219. ↑  Hoddeson 외. 1993, 372–374쪽.
220. ↑  Silvera, Ian (2023년 5월 26일). “Oppenheimer, Atomic Bill and the Explosive Birth of Science Journalism”. 《www.news-future.com》. 2023년 6월 4일에 원본 문서에서 보존된 문서. 2023년 6월 12일에 확인함.
221. ↑  Ramsey 2012, 340쪽.
222. 1 2  “The Manhattan Project”. Array of Contemporary American Physicists. 2014년 2월 4일에 원본 문서에서 보존된 문서. 2012년 2월 8일에 확인함.
223. 1 2  Ramsey 2012, 346쪽.
224. ↑  Campbell 2005, 143쪽.
225. ↑  Campbell 2005, 156쪽.
226. 1 2  Hawkins 1961, 286쪽.
227. ↑  Campbell 2005, 157쪽.
228. ↑  Russ 1990, 30쪽.
229. ↑  Russ 1990, 52쪽.
230. ↑  Campbell 2005, 27쪽.
231. ↑  Campbell 2005, 50쪽.
232. ↑  Campbell 2005, 46, 80쪽.
233. ↑  Coster-Mullen 2012, 100–101쪽.
234. ↑  Russ 1990, 55쪽.
235. ↑  Rhodes 1986, 691쪽.
236. ↑  Campbell 2005, 41쪽.
237. ↑  Russ 1990, 56–57쪽.
238. ↑  Campbell 2005, 38–40쪽.
239. ↑  Coster-Mullen 2012, 34–35쪽.
240. ↑  Hoddeson 외. 1993, 393쪽.
241. ↑  McLellan, Dennis. “George Marquardt, U.S. war pilot over Hiroshima, dies at 84”. 《시애틀 타임스》. 2014년 2월 19일에 원본 문서에서 보존된 문서. 2014년 2월 2일에 확인함.
242. ↑  Alvarez & Trower 1987, 66쪽.
243. ↑  Russ 1990, 60쪽.
244. ↑  Russ 1990, 64–65쪽.
245. ↑  Laurence, William L. “Eyewitness Account of Atomic Bomb Over Nagasaki”. National Science Digital Library. 2011년 2월 3일에 원본 문서에서 보존된 문서. 2013년 3월 18일에 확인함.
246. ↑  “The Story of Nagasaki”. National Science Digital Library. 2012년 12월 25일에 원본 문서에서 보존된 문서. 2013년 3월 28일에 확인함.
247. 1 2  Warren 1966, 879쪽.
248. ↑  “James F. Nolan”. Atomic Heritage Foundation. 2016년 11월 14일에 원본 문서에서 보존된 문서. 2016년 11월 14일에 확인함.
249. ↑  Jones 1985, 424–426쪽.
250. ↑  Warren 1966, 881쪽.
251. ↑  Hacker 1987, 68–69쪽.
252. ↑  Hacker 1987, 71쪽.
253. ↑  Wellenstein, Alex (2015년 2월 15일). “How to die at Los Alamos”. Restricted Data. 2016년 11월 15일에 원본 문서에서 보존된 문서. 2017년 1월 10일에 확인함.
254. ↑  Jones 1985, 267쪽.
255. ↑  Conant 2005, 253쪽.
256. ↑  Jones 1985, 258–260쪽.
257. ↑  Jones 1985, 261–265쪽.
258. ↑  Groves 1962, 142–145쪽.
259. ↑  Hewlett & Duncan 1969, 312–314쪽.
260. ↑  Hewlett & Duncan 1969, 472쪽.
261. ↑  Broad, William J. (2007년 11월 12일). “A Spy's Path: Iowa to A-Bomb to Kremlin Honor”. 《뉴욕 타임스》. 1–2면. 2018년 1월 17일에 원본 문서에서 보존된 문서. 2011년 7월 2일에 확인함.
262. ↑  Hoddeson 외. 1993, 625–626쪽.
263. ↑  Ebinger 2006, 82–83쪽.
264. ↑  Agnew & Schreiber 1998, 9쪽.
265. ↑  Ebinger 2006, 98쪽.
266. 1 2  Hoddeson 외. 1993, 398–402쪽.
267. ↑  Agnew & Schreiber 1998, 4쪽.
268. 1 2  Agnew & Schreiber 1998, 5쪽.
269. ↑  Truslow & Smith 1961, 95–96쪽.
270. ↑  Agnew & Schreiber 1998, 6쪽.
271. ↑  Truslow & Smith 1961, 22–23쪽.
272. ↑  Wellerstein, Alex (2016년 7월 25일). “Operation Crossroads at 70”. 2018년 10월 25일에 원본 문서에서 보존된 문서. 2016년 8월 27일에 확인함.
273. ↑  Truslow & Smith 1961, v쪽.
274. ↑  Ebinger 2006, 89–90쪽.
275. ↑  Hewlett & Duncan 1969, 43쪽.
276. ↑  Agnew & Schreiber 1998, 3쪽.